# Walencja
Walencja (wal. i oficj. València, wym. [vaˈlen.si.a]; hiszp. Valencia, wym. [baˈlen.θja]) – miasto w środkowo-wschodniej Hiszpanii, nad Morzem Śródziemnym. Stolica prowincji i wspólnoty autonomicznej o tej samej nazwie. Trzecie co do wielkości miasto Hiszpanii z 801 545 mieszkańcami w granicach administracyjnych (municipio) oraz 1 582 387 mieszkańcami w granicach metropolii.
Walencja została założona w 138 roku p.n.e. jako Valentia Edetanorum i była częścią Starożytnego Rzymu do okresu średniowiecza. Później stała się stolicą Emiratu Walencji (1010–1238), a następnie stolicą Królestwa Walencji (1238–1707). Dziś Walencja jest klasyfikowana jako metropolia o znaczeniu międzynarodowym. Jest także dużym węzłem komunikacyjnym z czwartym co do wielkości portem morskim w Europie pod względem ilości przeładowanych kontenerów, międzynarodowym portem lotniczym, rozbudowaną siecią autostrad i koleją dużych prędkości AVE. Ponadto, w mieście funkcjonuje kolej aglomeracyjna Cercanías Valencia, sześć linii metra i cztery linie tramwajowe. W rankingu  InterNations Expat Insider 2020, Walencja została określona najlepszym miastem dla przyjezdnych na świecie. Forbes wybrał Walencję jako idealne miejsce do życia po przejściu na emeryturę. Miasto jest też wysoko notowane w rankingach dotyczących najzdrowszych miast do życia, zajmując odpowiednio 1 miejsce oraz 15 miejsce na świecie. Miasto zostało wybrane na Europejską Stolicę Sportu 2011, Światową Stolicę Designu 2022 (World Design Capital) oraz Zieloną Stolicę Europy 2024. W mieście działa Giełda Papierów Wartościowych Bolsa de Valencia oraz najstarszy ośrodek wystawienniczo-targowy w Hiszpanii – Feria Valencia.
W Walencji i okolicach jest kilka kulturowych zjawisk / elementów wpisanych na listę reprezentatywną niematerialnego dziedzictwa kulturowego UNESCO, w tym Święto Ognia, podczas którego palone są różnorodne konstrukcje, wieże z ludzi Castell, Święto Matki Bożej Dobrego Zdrowia, rytuał bębnów Tamborada oraz Trybunał Wodny w Walencji. Znajduje się tu również Giełda Jedwabiu wpisana na listę światowego dziedzictwa UNESCO. Na przedmieściach co roku organizowana jest Tomatina, znana na świecie bitwa na pomidory. 

## Historia
Kolonia rzymska Valentia Edetanorum, której nazwa pochodzi od łac. valens („silny”) na znak zwycięstwa nad Luzytanami; została założona w 138 roku p.n.e. i zamieszkana przez rzymskich żołnierzy.
Od 712 do 1238 roku Walencja znajdowała się pod panowaniem arabskim. W latach 778–779 miasto zostało zniszczone przez Abd ar-Rahmana I. Nieustabilizowana sytuacja po śmierci Abd al-Aziza w 1061 roku, spowodowała, że w 1094 miasto zostało zdobyte przez Cyda. Jednak 8 lat później, w 1102 roku, Walencja wróciła znów pod panowanie arabskie. 
W 1238 roku, po pięciu miesiącach oblężenia miasto zdobył król Aragonii Jakub I Zdobywca. Spowodowało to, że muzułmanów zaczęli w mieście zastępować chrześcijanie, jednak był to długotrwały proces trwający jeszcze w XIV wieku. W XV wieku w Walencji przybyło wielu mieszkańców, w połowie wieku było ich około 75 000. Wówczas również w mieście miał miejsce duży rozwój gospodarki i kultury. Wiele znanych budynków powstało w tym okresie. Do 1707 miasto było stolicą królestwa pozostającego pod zwierzchnictwem Aragonii. 
W latach 1812–1813 zajęte zostało przez wojska francuskie. Podczas hiszpańskiej wojny domowej (1936–1939), od listopada 1936 do października 1937 znajdowała się tu siedziba rządu republikańskiego. W 1957 roku wylała rzeka Turia, wskutek czego miasto nawiedziła duża powódź.

### Flaga Walencji
Flaga Walencji jest niemal identyczną kopią chorągwi przyznanej w 1238 roku miastu Walencji przez króla Aragonii Jakuba I Zdobywcę. Przyjęta 1 lipca 1982 roku. Proporcje 2:3.

## Geografia

### Położenie
Walencja znajduje się na środkowo-wschodnim wybrzeżu Półwyspu Iberyjskiego i zarazem Hiszpanii, nad Zatoką Walencką Morza Śródziemnego, przy ujściu rzeki Turia. 

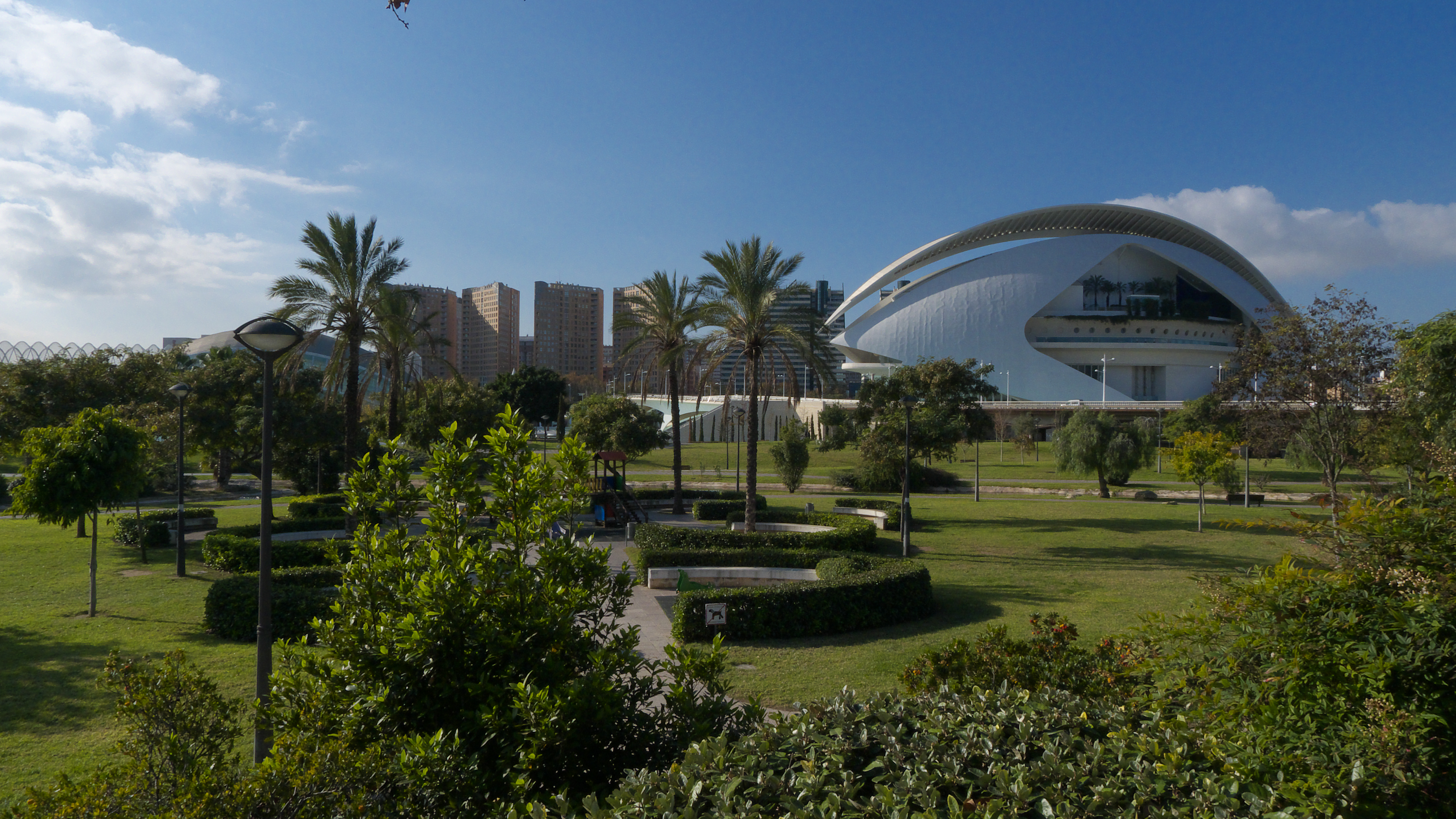
Jardín del Turia (Ogrody Turia / Ogrody Turii), park zlokalizowany w dawnym korycie rzeki Turia, przepływającej dawniej przez centrum miasta

 Położona jest około 300 km na wschód od Madrytu, około 300 km na południe od Barcelony, około 250 km na zachód od Majorki oraz około 200 km na północ od Kartageny. 
Aglomeracja Walencji od północy i zachodu otoczona jest przez Góry Iberyjskie, a dokładniej przez pasma górskie: Sierra Calderona (w tym park naturalny Sierra Calderona), Sierra de las Cabrillas, Sierra de Chiva (w tym miejski park przyrody Paraje Natural Municipal Sierra de Chiva), Sierra de Malacara, Sierra Perenchiza, Sierra del Ave i Sierra del Caballon. Po zachodniej stronie znajduje się również park naturalny Geológico de Chera-Sot de Chera. Od południa otoczona jest przez północno-wschodnie krańce Gór Betyckich (m.in. pasma górskie Sierra del Buixcarró, Sierra del Mondúver, Sierra de Corbera).
W granicach miasta, w południowej części znajduje się park naturalny Albufera z płytką laguną. Walencja leży na wybrzeżu zwanym Costa de Valencia, na południe od plaż Costa del Azahar (w prowincji Castellón) i na północ od plaż Costa Blanca (w prowincji Alicante), jednych z głównych regionów wypoczynkowych Europy.

### Klimat

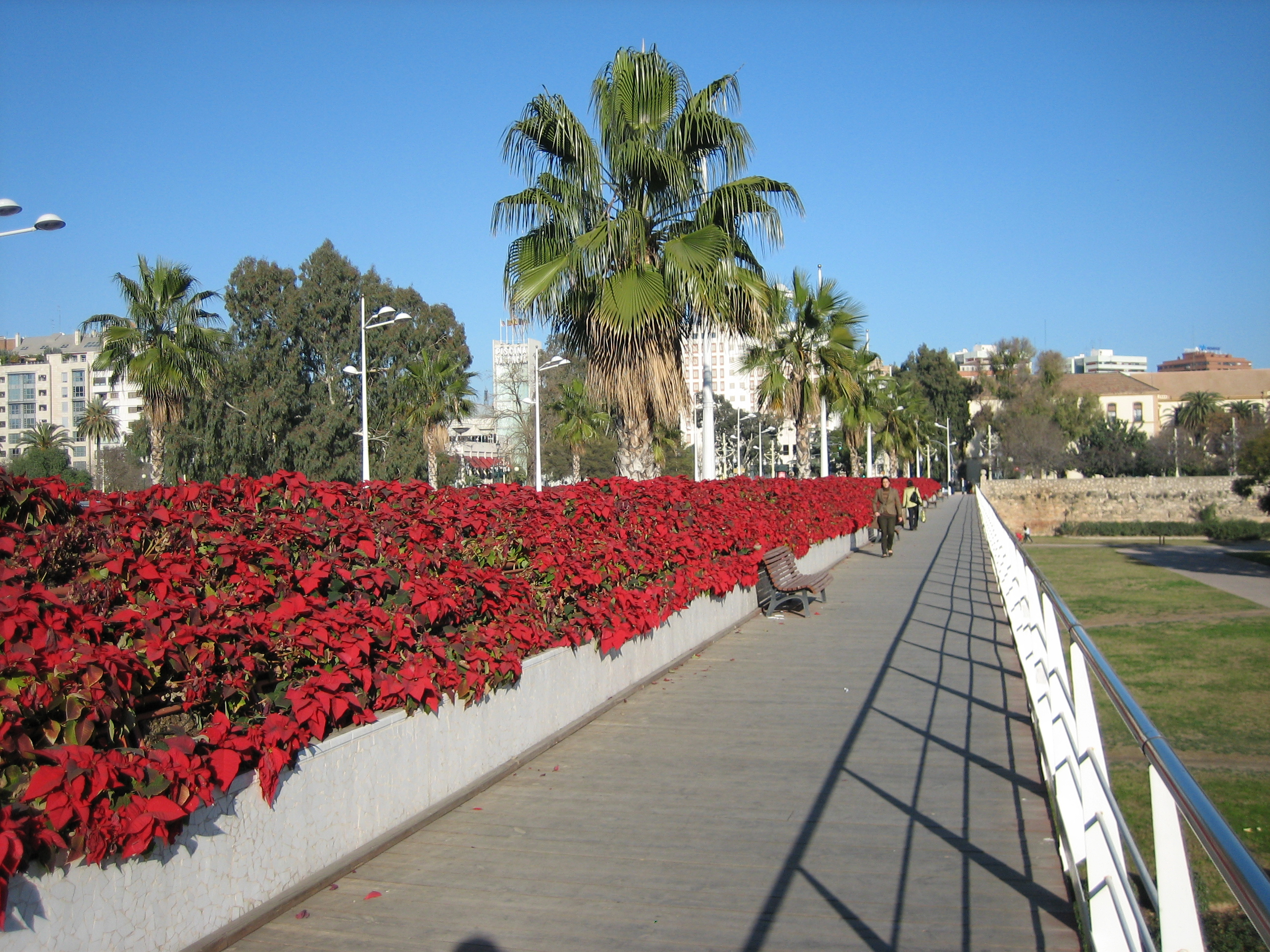
Walencja zimą. Na pierwszym planie most Puente de las Flores.

Walencja znajduje się w strefie klimatu subtropikalnego na pograniczu typu śródziemnomorskiego i półpustynnego, z bardzo łagodnymi zimami i długimi ciepłymi latami. Średnia roczna temperatura wynosi 23 °C w dzień i 14 °C w nocy.
Średnia temperatura najchłodniejszych miesięcy – grudnia, stycznia i lutego wynosi 17 °C w dzień i 8 °C w nocy. W najzimniejszym miesiącu roku – styczniu, temperatury wynoszą zwykle od 10 do 24 °C w ciągu dnia, od 2 do 12 °C w nocy, a średnia temperatura morza wynosi 14 °C. Opady śniegu, jak i mróz generalnie nie występują. Okres z letnimi temperaturami trwa ok. 7 miesięcy, zaczyna się w połowie kwietnia i trwa do połowy listopada. Marzec jest miesiącem przejściowym, ze średnią temperaturą wynoszącą 19–20 °C w dzień, pod względem temperatury i nasłonecznienia przypomina nieco maj w Polsce. W najcieplejszym miesiącu roku – sierpniu, temperatury wynoszą zwykle od 25 do 33 °C w ciągu dnia, około 22 °C w nocy, a średnia temperatura morza wynosi 26 °C. Temperatury powyżej 30 °C występują w kilkudziesięciu dniach rocznie, głównie w lipcu i sierpniu. Najwyższa odnotowana temperatura w mieście to 43 °C, która miała miejsce 20 sierpnia 2010 roku, natomiast najniższą zanotowaną temperaturą było –7,2 °C w nocy 11 lutego 1956 roku.
Walencja ma tylko 44 dni deszczowe rocznie przy opadach ≥1mm, 70 dni deszczowych rocznie przy opadach ≥0,1mm, ze średnią kilka dni deszczowych w miesiącu. Opady wahają się średnio od 1–2 dni w lipcu do 5–8 dni deszczowych w październiku. Średnia roczna wilgotność wynosi 66%, od 62% w kwietniu do 68% w sierpniu. Miasto ma około 2700-3000 godzin czystej słonecznej pogody rocznie, od 158-174 h (średnio ponad 5 godzin dziennie, około 5 razy więcej niż w Polsce) w grudniu do 313-344 h (średnio ponad 10 godzin czystego słońca na dobę, 1/4 więcej niż w Polsce) w lipcu.
| Miesiąc | Sty  | Lut  | Mar  | Kwi  | Maj  | Cze  | Lip  | Sie  | Wrz  | Paź  | Lis  | Gru  | Roczna |
| --- | ---- | ---- | ---- | ---- | ---- | ---- | ---- | ---- | ---- | ---- | ---- | ---- | ------ |
| Średnie temperatury w dzień [°C]                                                                                                   | 16,8 | 17,4 | 19,4 | 21,2 | 24,0 | 27,5 | 29,9 | 30,6 | 28,0 | 24,6 | 20,2 | 17,4 | 23,1   |
| Średnie dobowe temperatury [°C] | 12,1 | 12,7 | 14,7 | 16,6 | 19,6 | 23,3 | 25,9 | 26,6 | 23,7 | 20,1 | 15,6 | 12,8 | 18,6   |
| Średnie temperatury w nocy [°C] | 7,5  | 8,0  | 9,9  | 11,9 | 15,1 | 19,0 | 21,9 | 22,5 | 19,3 | 15,6 | 11,1 | 8,3  | 14,2   |
| Opady [mm] | 39   | 30   | 40   | 33   | 36   | 26   | 7    | 15   | 70   | 63   | 52   | 48   | 459    |
| Średnia liczba dni z opadami | 3,9  | 3,5  | 4,1  | 4,5  | 4,2  | 2,2  | 1,2  | 2,3  | 5,2  | 4,7  | 4,3  | 4,3  | 44,4   |
| Wilgotność [%] | 65   | 64   | 64   | 62   | 66   | 66   | 68   | 68   | 67   | 68   | 66   | 66   | 66     |
| Średnie usłonecznienie [h] | 174  | 181  | 217  | 237  | 267  | 282  | 313  | 288  | 237  | 208  | 171  | 158  | 2733   |
| Źródło: Agencia Estatal de Meteorología (liczba dni z opadami dla wartości 1 mm, wysokość 11 m n.p.m., 3,8 km od morza, 1991-2020) |      |      |      |      |      |      |      |      |      |      |      |      |        |

| Miesiąc | Sty  | Lut  | Mar  | Kwi  | Maj  | Cze  | Lip  | Sie  | Wrz  | Paź  | Lis  | Gru  | Roczna |
| --- | ---- | ---- | ---- | ---- | ---- | ---- | ---- | ---- | ---- | ---- | ---- | ---- | ------ |
| Średnie temperatury w dzień [°C]                                                                                                  | 16,7 | 17,5 | 19,7 | 21,7 | 25,0 | 28,5 | 31,0 | 31,4 | 28,4 | 24,8 | 20,0 | 17,1 | 23,5   |
| Średnie dobowe temperatury [°C]                                                                                                   | 10,6 | 11,3 | 13,5 | 15,7 | 19,0 | 22,8 | 25,5 | 26,0 | 22,9 | 19,1 | 14,2 | 11,3 | 17,7   |
| Średnie temperatury w nocy [°C]                                                                                                   | 4,6  | 5,2  | 7,3  | 9,7  | 13,1 | 17,1 | 20,1 | 20,5 | 17,4 | 13,4 | 8,5  | 5,4  | 11,9   |
| Opady [mm] | 34,6 | 26,8 | 36,9 | 36,2 | 36,5 | 20,8 | 6,7  | 11,6 | 61,3 | 56,6 | 45,1 | 47,1 | 420    |
| Średnia liczba dni z opadami | 3,5  | 3,2  | 3,9  | 4,4  | 4,2  | 2,2  | 1,2  | 2,0  | 4,7  | 4,4  | 4,1  | 4,1  | 41,9   |
| Wilgotność [%] | 62   | 60   | 59   | 58   | 57   | 56   | 58   | 60   | 62   | 64   | 63   | 64   | 60     |
| Średnie usłonecznienie [h] | 188  | 191  | 235  | 258  | 290  | 319  | 344  | 307  | 247  | 219  | 184  | 174  | 2956   |
| Źródło: Agencia Estatal de Meteorología (liczba dni z opadami dla wartości 1 mm, wysokość 56 m n.p.m., 12 km od morza, 1991-2020) |      |      |      |      |      |      |      |      |      |      |      |      |        |

| Sty  | Lut  | Mar  | Kwi  | Maj  | Cze  | Lip  | Sie  | Wrz  | Paź  | Lis  | Gru  | Rok  |
| ---- | ---- | ---- | ---- | ---- | ---- | ---- | ---- | ---- | ---- | ---- | ---- | ---- |
| 14,2 | 13,8 | 14,1 | 16,1 | 18,8 | 22,5 | 24,8 | 25,8 | 24,6 | 22,2 | 19,1 | 16,1 | 19,4 |

## Podział administracyjny
Walencja podzielona jest na 19 dystryktów (wal. districtes, hiszp. distritos):
- Ciutat Vella
- L'Eixample
- Extramurs
- Campanar
- La Saïdia
- El Pla del Real
- L'Olivereta
- Patraix
- Jesús
- Quatre Carreres
- Poblats Marítims
- Camins al Grau
- Algirós
- Benimaclet
- Rascanya
- Benicalap
- Pobles del Nord
- Pobles de l'Oest
- Pobles del Sud

Dystrykty podzielone są na dzielnice (wal. barris, hiszp. barrios), których jest w sumie 88.

## Demografia

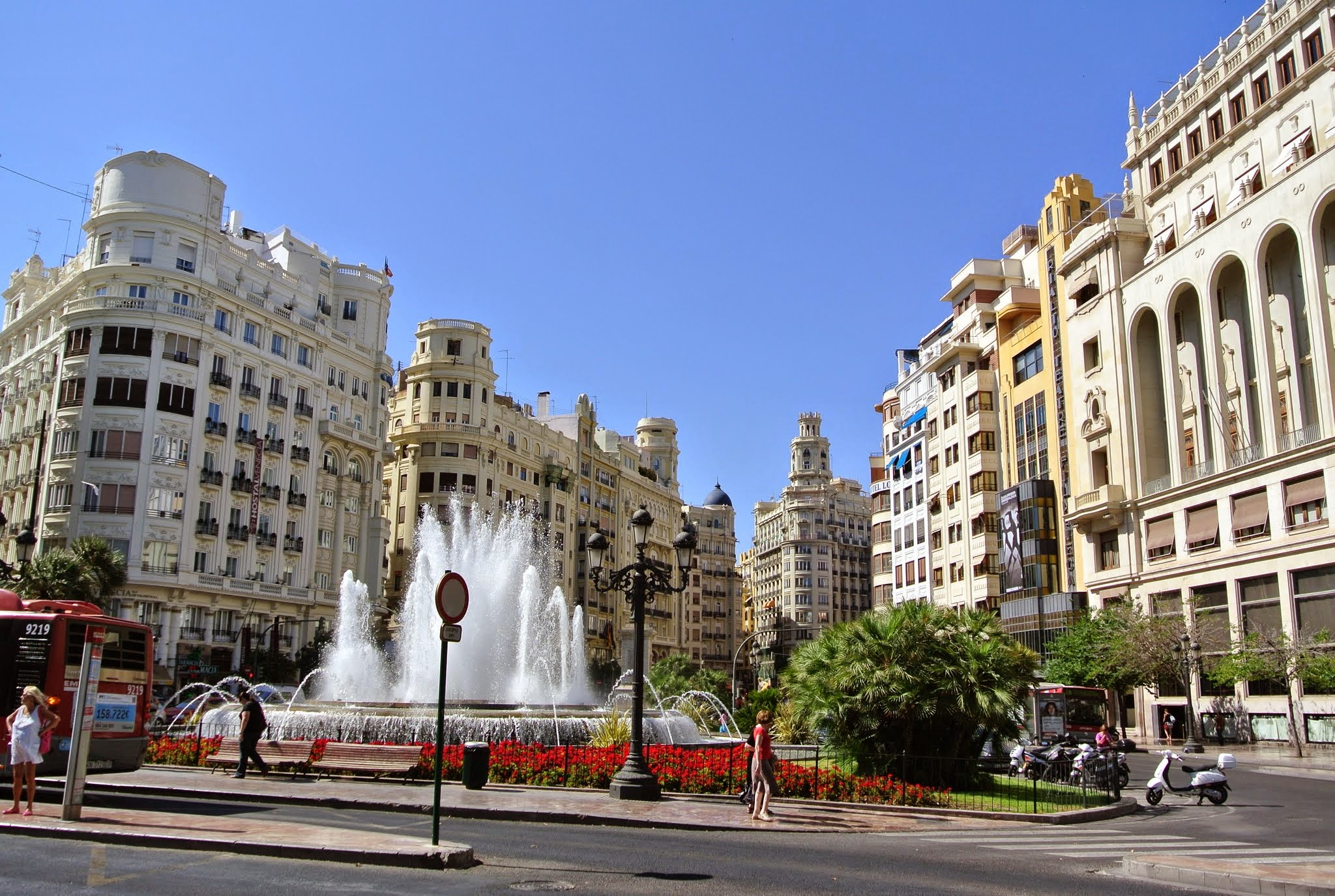
Plac Plaza del Ayuntamiento i zabudowania w centrum miasta

Walencja liczy 809 267 mieszkańców wewnątrz centrum administracyjnego (municipio) na powierzchni zaledwie 134,65 km². Według oficjalnych hiszpańskich danych z 2020 roku wydanych przez Ayuntamiento de Valencia (Urząd Miejski Walencji), metropolia liczy 1 582 387 mieszkańców na obszarze 628,9 km², przy gęstości zaludnienia 2516 os./km². Obejmuje centrum administracyjne Walencja i trzy sąsiadujące comarki (odpowiednik polskich powiatów): Huerta Norte (obszar północny), Huerta Oeste (obszar zachodni) oraz Huerta Sur (obszar południowy), historycznie pod nazwą Huerta de Valencia. Te same dane liczbowe przedstawiło hiszpańskie Ministerio de Transportes, Movilidad y Agenda Urbana (Ministerstwo Transportu, Mobilności i Agendy Miejskiej), według którego metropolia miejska obejmuje 45 mniejszych jednostek administracyjnych i ma 1 581 057 mieszkańców na obszarze 628,8 km² przy gęstości zaludnienia na poziomie 2514 os./km² (2021). Według tego  ministerstwa, w latach 2001–2011 nastąpił wzrost ludności o 191 842 osoby, co stanowi wzrost o 14,1%. 
| Podział terytorialny metropolii | Podział terytorialny metropolii | Podział terytorialny metropolii | Podział terytorialny metropolii | Podział terytorialny metropolii | Podział terytorialny metropolii | Podział terytorialny metropolii |
| Comarca                         | Ludność (2019)                  | Powierzchnia                    | Gęstość zaludnienia             | Metropolia Huerta de Valencia   | Obszar metropolitalny           |                                 |
| ------------------------------- | ------------------------------- | ------------------------------- | ------------------------------- | ------------------------------- | ------------------------------- | ------------------------------- |
| Ciudad de Valencia              | 801 545                         | 134,7 km²                       | 5853 os./km²                    | Metropolia Huerta de Valencia   | Obszar metropolitalny           |                                 |
| Huerta Oeste (obszar zachodni)  | 359 337                         | 187,6 km²                       | 1982 os./km²                    | Metropolia Huerta de Valencia   | Obszar metropolitalny           |                                 |
| Huerta Norte (obszar północny)  | 228 424                         | 140,4 km²                       | 1627 os./km²                    | Metropolia Huerta de Valencia   | Obszar metropolitalny           |                                 |
| Huerta Sur (obszar południowy)  | 178 118                         | 166,2 km²                       | 1071 os./km²                    | Metropolia Huerta de Valencia   | Obszar metropolitalny           |                                 |
| Razem                           | 1 567 118                       | 631,9 km²                       | 2480 os./km²                    | Metropolia Huerta de Valencia   | Obszar metropolitalny           |                                 |
| Ribera Alta                     | 228 406                         | 970,0 km²                       | 235 os./km²                     |                                 | Obszar metropolitalny           |                                 |
| Safor                           | 179 185                         | 429,6 km²                       | 417 os./km²                     |                                 | Obszar metropolitalny           |                                 |
| Campo de Turia                  | 177 195                         | 823,3 km²                       | 215 os./km²                     |                                 | Obszar metropolitalny           |                                 |
| Campo de Murviedro              | 98 244                          | 271,2 km²                       | 362 os./km²                     |                                 | Obszar metropolitalny           |                                 |
| Ribera Baja                     | 82 663                          | 276,9 km²                       | 299 os./km²                     |                                 | Obszar metropolitalny           |                                 |
| Razem                           | 2 332 811                       | 3 402,9 km²                     | 686 os./km²                     |                                 | Obszar metropolitalny           | Mapa                            |

Według źródeł międzynarodowych zarówno zespół miejski, jak i obszar metropolitalny ma od ok. 1,5 do 2,5 miliona mieszkańców w zależności od źródła danych. Na podstawie danych Demographia: World Urban Areas z sierpnia 2023 roku, ścisły zespół miejski ma 1 547 000 mieszkańców na obszarze 394 km² przy gęstości zaludnienia na poziomie 3930 os./km². Na podstawie danych Eurostatu z 2007 roku, strefa miejska Walencji (ang. Urban Zone) ma 1 564 145 mieszkańców. Ponadto: według Brookings Institution ma 1 864 600 mieszkańców, według MDPI – 1 986 297, według Organizacji Współpracy Gospodarczej i Rozwoju OECD – 2 300 000; według World Gazetteer – 2 513 965; według Europejskiego Urzędu Statystycznego (Eurostat) – 2 574 888 mieszkańców (w regionie metropolitalnym w 2021 roku). Ponadto, Walencja jest częścią megalopolis Golden Banana (Sunbelt / Banana dorata), obejmującego śródziemnomorski zurbanizowany obszar ciągnący się wzdłuż wybrzeża Włoch, Francji i Hiszpanii.
W ostatnich dwóch dekadach nastąpił wzrost populacji urodzonej za granicą, wzrost z 1,5% w 2000 roku do 9,1% w 2009 roku. Podobny wzrost wystąpił również w dwóch największych hiszpańskich miastach, Madrycie i Barcelonie.

## Turystyka

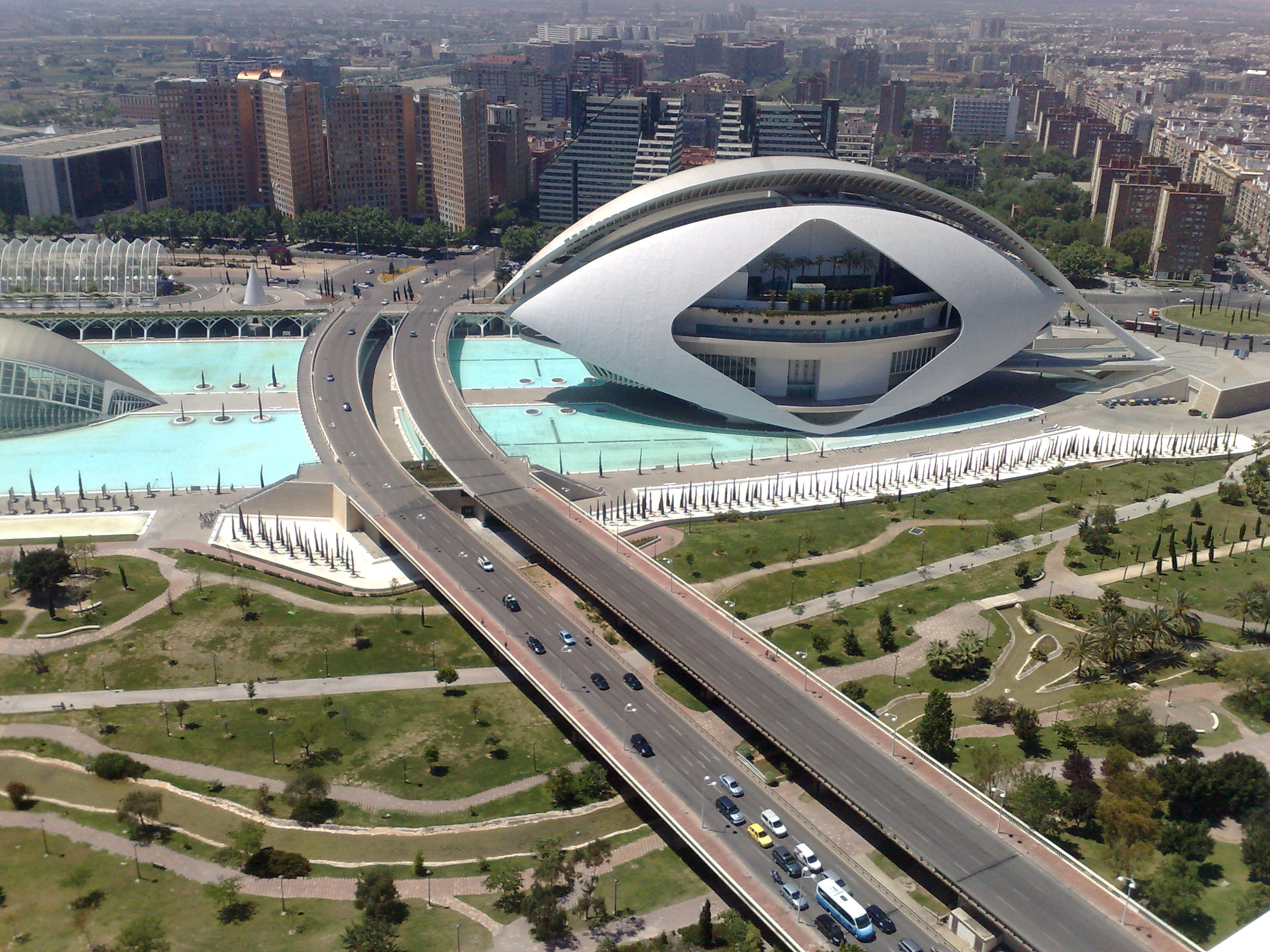
Nowoczesna architektura w Walencji autorstwa syna miasta, Santiago Calatravy, fragment kompleksu Ciudad de las Artes y las Ciencias (Miasto Sztuki i Nauki).

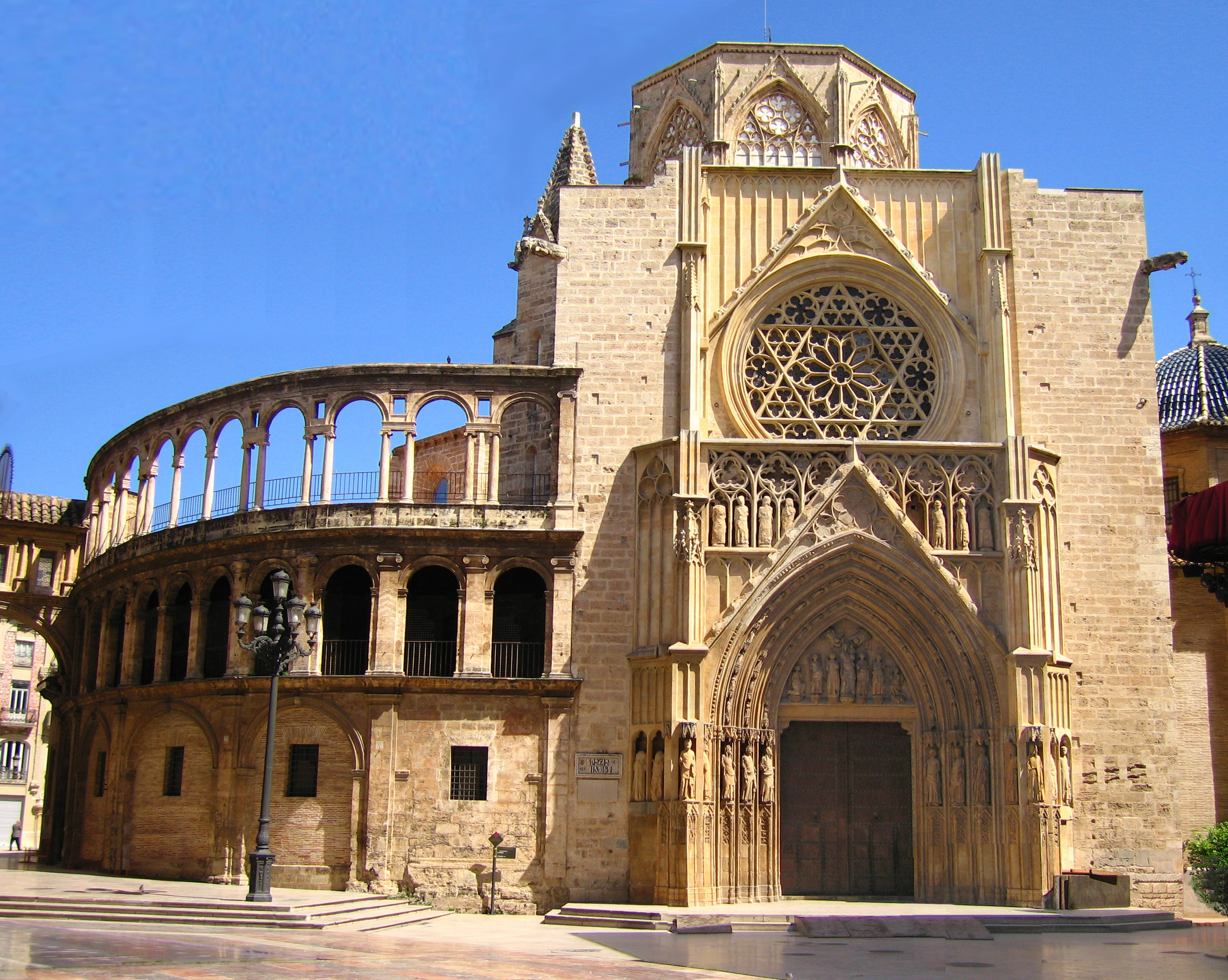
Katedra w Walencji

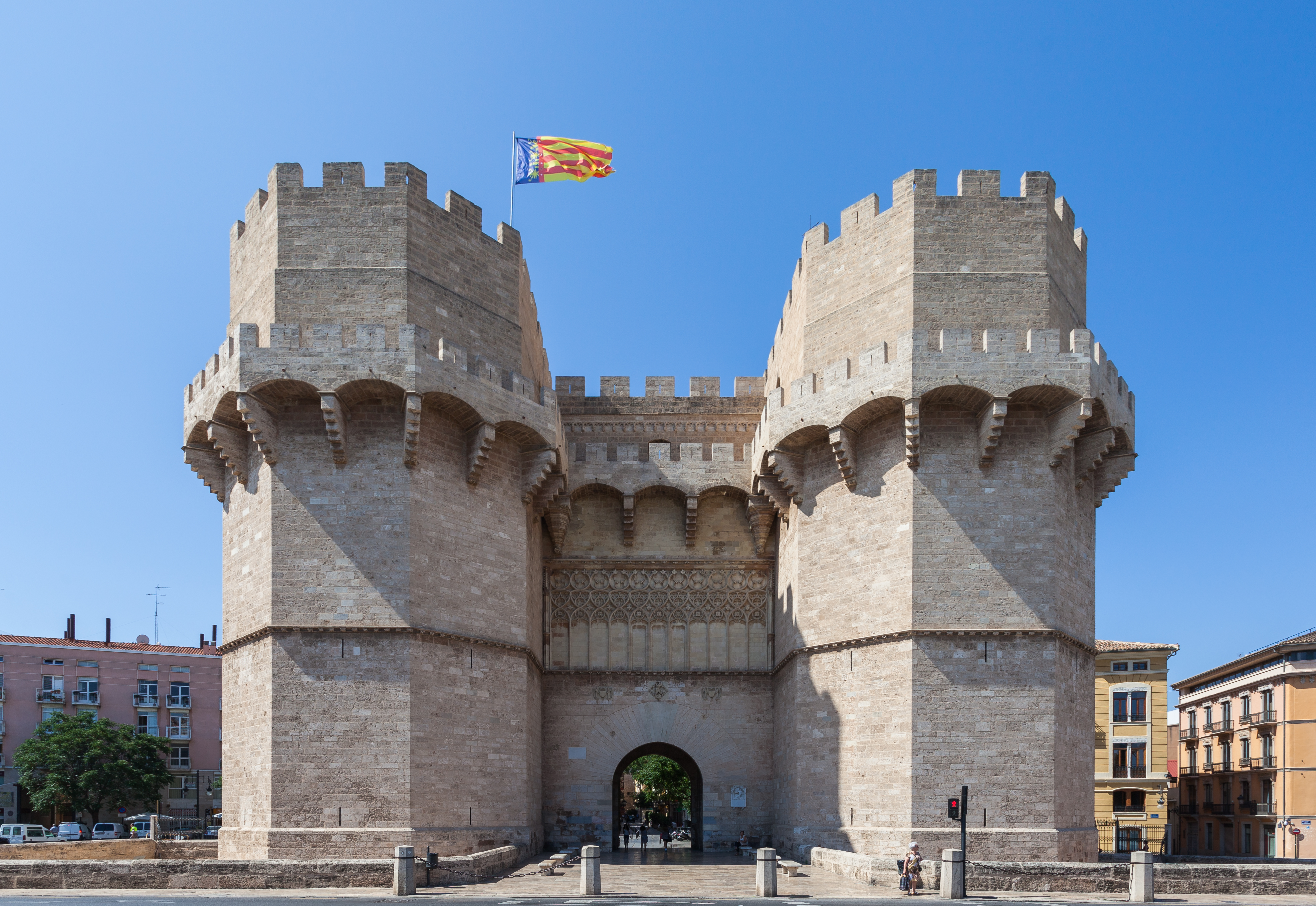
Torres de Serranos

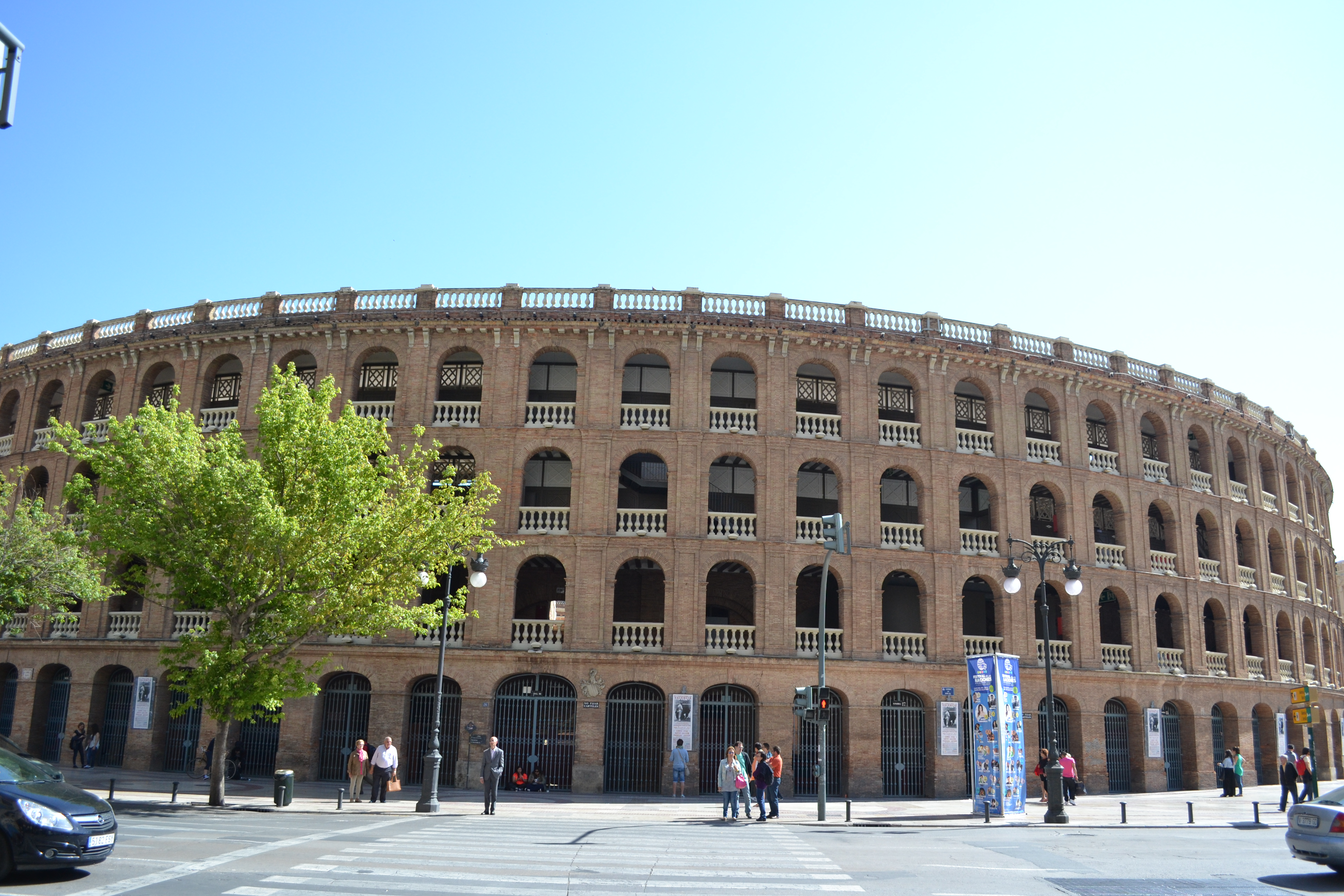
Arena walk byków Plaza de toros de Valencia

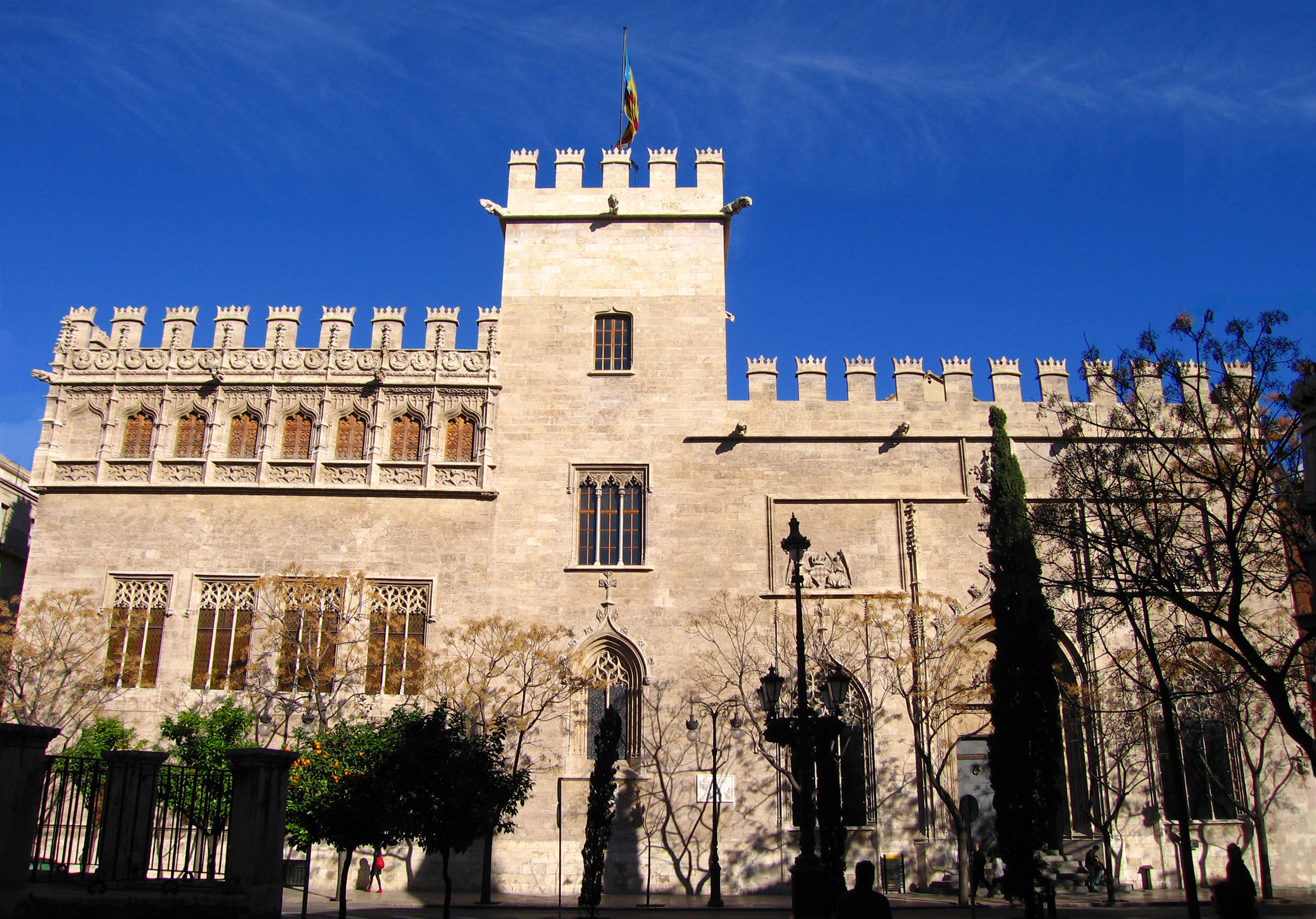
Giełda Jedwabiu (z listy światowego dziedzictwa UNESCO)

W Buñol, na przedmieściach Walencji co roku odbywa się Tomatina, święto znane z obrzucania się pomidorami. W mieście odbywa się również Święto Ognia, podczas którego palone są różnorodne konstrukcje. 15 marca na ulicach całego miasta wystawia się dziesiątki konstrukcji-rzeźb wykonanych z mieszanki papieru i wosku, które w nocy z 19 na 20 marca są spalane; w międzyczasie na ulicach i w klubach trwa zabawa 24 godziny na dobę (ludzie zasypiają na ulicach i w parkach by odpocząć chwilę przed dalszą zabawą). Święto Ognia jest wpisane jest na listę reprezentatywną niematerialnego dziedzictwa kulturowego UNESCO. W mieście znajduje się arena walk byków Plaza de toros de Valencia.
W regionie Walencji i Katalonii popularne jest tworzenie wież z ludzi, nazywanych Castell. Ta sztuka kulturowa jest na liście reprezentatywnej niematerialnego dziedzictwa kulturowego UNESCO. Na liście UNESCO jest również wpisany Trybunał Wodny w Walencji, Święto Matki Bożej Dobrego Zdrowia oraz Tamborada – rytuał bębnów odbywający się na przedmieściach.
Ważniejsze zabytki i atrakcje turystyczne:
- Katedra w Walencji – budowana od 1262 roku, wielokrotnie modernizowana. Zaczęto ją budować w stylu gotyckim, lecz jej różne części są zbudowane również w innych stylach. Jej 3 portale prezentują styl romański, gotycki i barokowy. Główna kaplica – Capilla Mayor – styl baroku, dwie późniejsze kaplice są neoklasycystyczne. Według starej tradycji znajduje się w niej Święty Graal, udostępniony do oglądania wiernym.
- Wieża Miguelete(inne języki) (El Micalet) – charakterystyczna ośmioboczna dzwonnica – symbol miasta. Na szczyt tej ponad 50 metrowej wieży prowadzi 207 stopni. Jest częścią katedry.
- Basilica de la Virge dels Desamparats – barokowy kościół usytuowany na tyłach katedry.
- Bazylika Matki Boskiej Desamparados(inne języki) (Basílica de la Virgen de los Desamparados) – renesansowo-barokowy kościół zbudowany w 1666 roku
- Kościół św. Katarzyny z Palmy w Walencji(inne języki) (Iglesia de Santa Catalina), gotycki kościół z XIII wieku
- Kościół św. Jana w Walencji(inne języki) (Iglesia de los Santos Juanes), gotycki kościół budowany od XIII do XVIII w.
- Kościół Szpitalników w Walencji(inne języki) (Iglesia de San Juan del Hospital), gotycki kościół budowany od XIII w.
- Iglesia de los Santos Juanes(inne języki), barokowy kościół budowany od XIII wieku, odbudowany w 1700 roku
- Klasztory: Monasterio de San Miguel de los Reyes(inne języki) z 1545 roku, Klasztor Dominikanów w Walencji(inne języki) z 1239 roku, Klasztor La Murta(inne języki) na przedmieściach
- Lonja de la Seda (UNESCO) – giełda jedwabiu została zbudowana pod koniec XV wieku, jest to jedna z najpiękniejszych gotyckich budowli świeckich w Europie. Słynie z Sali kolumnowej, w której sklepienie podpierają spiralne, starannie wykonane kolumny.
- Mercado Central(inne języki), hala targowa wybudowana między 1910 a 1926 r. Jest to nieregularna, ośmioboczna konstrukcja z żelaza i szkła, w której znaleźć można liczne stoiska z mięsem, warzywami, rybami czy owocami. Na zewnątrz zaś znajdują się stoiska oferujące różnej wielkości paellę.
- Mercado de Colón(inne języki), hala targowa (1914–1916)
- Królewskie Kolegium i Seminarium Corpus Christi w Walencji(inne języki) (1586–1615)
- La Ciudad de las Artes y las Ciencias – Miasto Sztuki i Nauki – „dzielnica przyszłości”, zaprojektowana przez pochodzącego z Walencji Santiago Calatravę. Na miejsce to składa się: gmach opery-hali widowiskowej, oceanarium, kino IMAX-planetarium, muzeum nauki, restauracje itp.
- Torres de Serranos, brama miejska z czasów, kiedy umocnienia obronne były niezbędne.
- El Carmen (Walencja)(inne języki) – stara dzielnica w pobliżu bazyliki słynąca z bardzo intensywnego życia nocnego. W piątek i sobotę bary i dyskoteki zapełniają się do granic możliwości, tłumy wypełniają też uliczki dzielnicy, bardzo utrudniając poruszanie się.
- Plaza de toros de Valencia(inne języki), arena walk byków
- ogród botaniczny Jardí Botánic(inne języki) – ogród botaniczny założony w 1499 roku.
- Jardín de Monforte(inne języki) – park z XVIII wieku
- oceanarium L’Oceanogràfic
- ogród zoologiczny Bioparc Valencia(inne języki)
- Port Saplaya(inne języki), port jachtowy wraz z kanałami wodnymi
- zamki i pałace: Zamek-Pałac w Alaquàs,  Palacio de Benicarló(inne języki), Palacio de la Generalidad Valenciana(inne języki), Palacio del Marqués de Dos Aguas(inne języki), Castillo de Sagunto(inne języki), Castillo de Albalat dels Sorells(inne języki), Castillo Palacio de Albalat de Taronchers(inne języki), Castillo Palacio de la Baronía(inne języki), Castillo de Aledua(inne języki), Castillo de Buñol(inne języki), Castillo de Chiva(inne języki), Castillo de Corbera(inne języki), Castillo y murallas de Cullera(inne języki), Torre del Castillo de Torrente(inne języki)
- historyczne wieże: Torres de Quart(inne języki), Torre árabe de Albal(inne języki), Alquería del Agua Fresca(inne języki), Alquería islámica de Bofilla(inne języki), Torre Espioca(inne języki), Torre del Marenyet(inne języki), Torre Mussa(inne języki), Torre de la Plaza(inne języki), Torre de Santa Ana(inne języki), Torre árabe de Albal(inne języki), Torre de San Roque(inne języki), Torre musulmana de Silla(inne języki), Torre Racef(inne języki), Torre Vigia del Puig(inne języki), Torre de Paterna(inne języki)
- zabytkowe mosty:  Puente de Aragón(inne języki), Puente de Serranos(inne języki), Puente del Mar(inne języki), Puente del Real(inne języki)
- Place: Plaza del Ayuntamiento(inne języki), Plaza de la Reina(inne języki), Plaza de la Virgen(inne języki), Plaza Redonda(inne języki), Plaza del Tossal(inne języki), Plaza de la Puerta del Mar(inne języki), Plaza de la Almoina(inne języki)
- Inne: ratusz Casa consistorial de Valencia(inne języki), El Casinet(inne języki), Villa romana de Paterna(inne języki), Convento de Santo Domingo(inne języki)

### Plaże

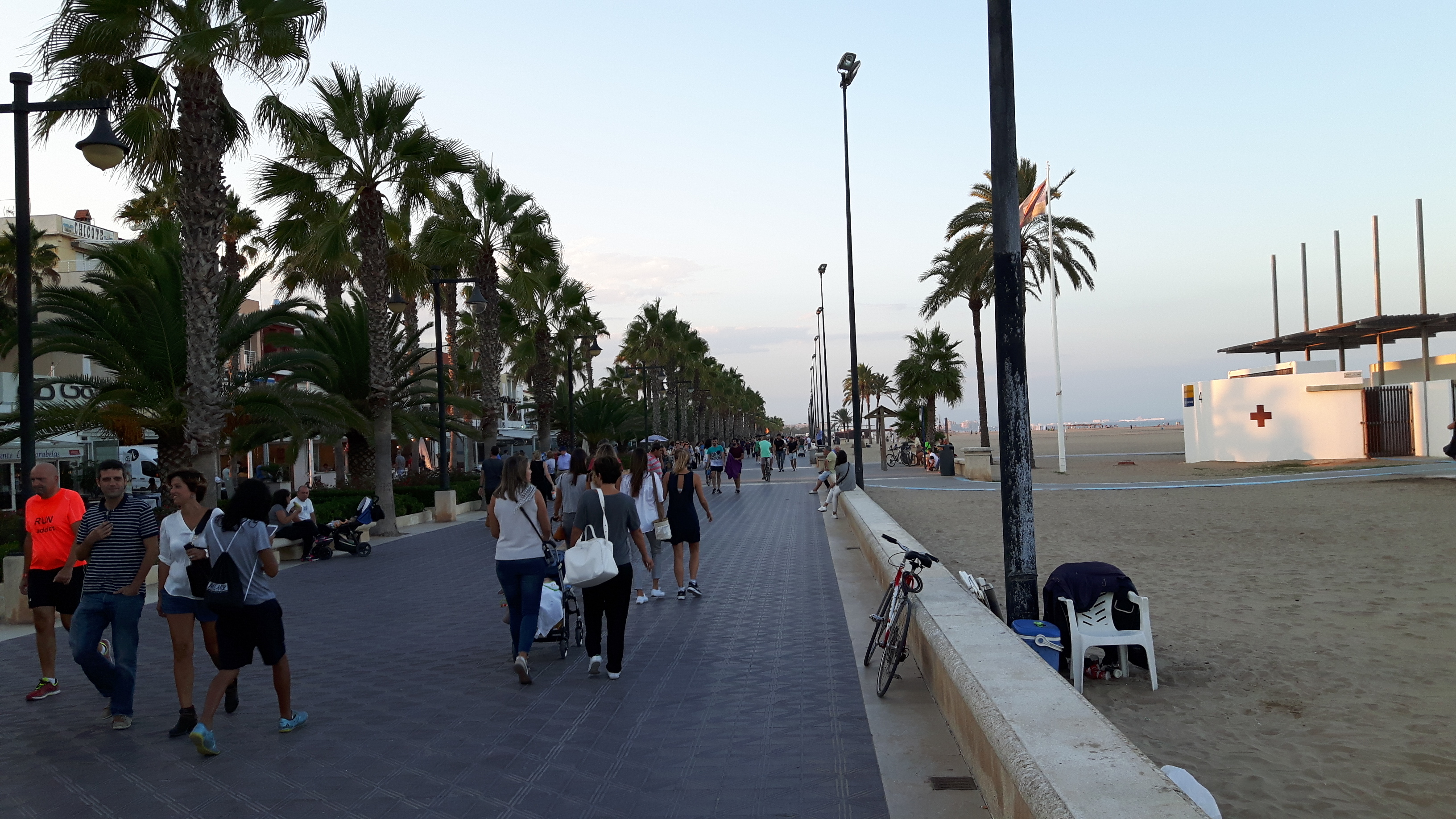
Deptak przy plaży „Malvarrosa”

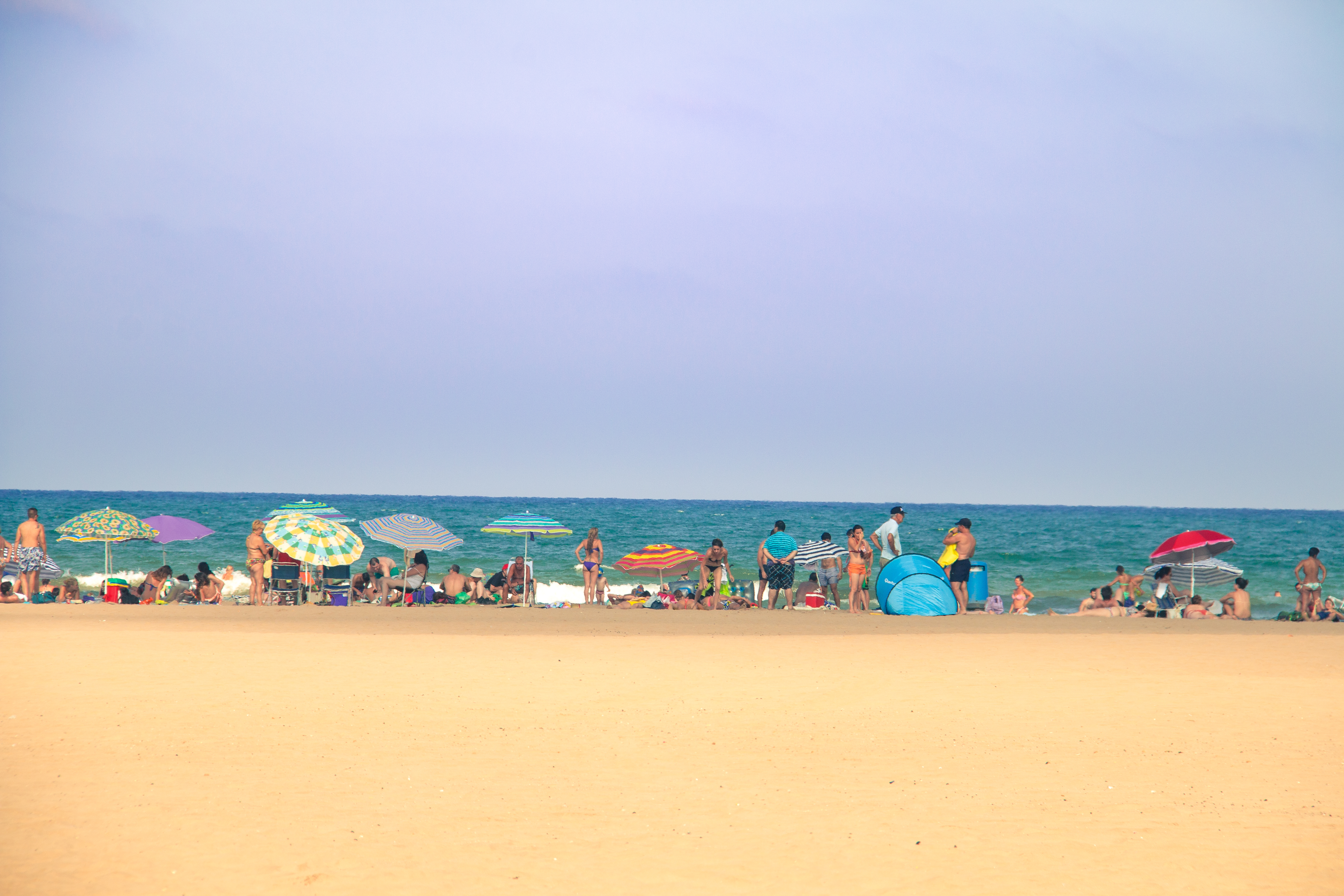
Plaża „Malvarrosa”

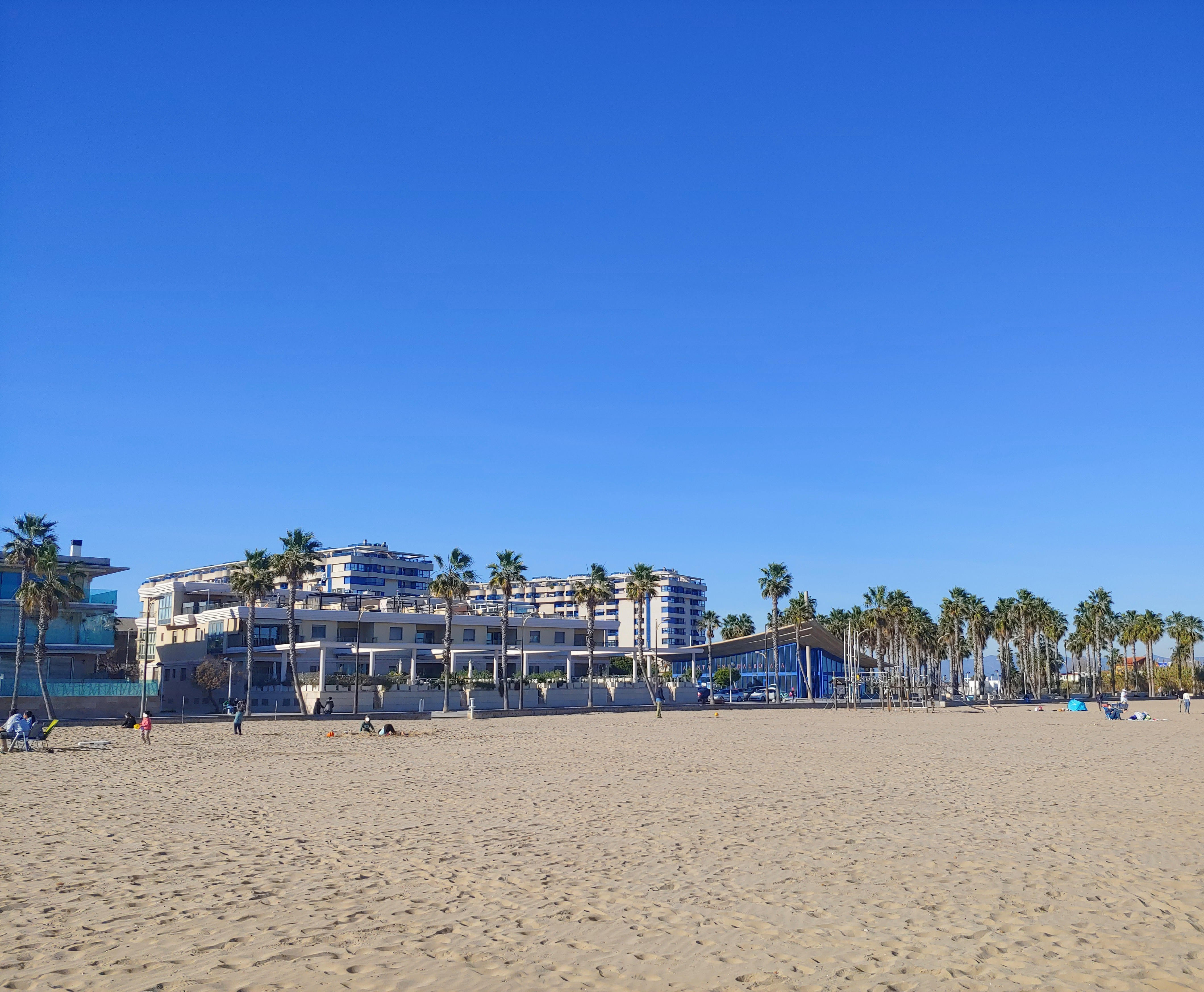
Plaża „Patacona” (styczeń 2023)

W regionie Walencji znajduje się największa liczba plaż ze statusem Błękitnej Flagi w Hiszpanii. Łączna długość plaż w samych tylko granicach administracyjnych miasta wynosi ok. 16 km (10 mil). Do najważniejszych plaż Costa de Valencia należą, od północy: 
- Playa de Corinto-Malvarrosa(inne języki) (na przedmieściach, w Sagunto)
- Playa de Almardá(inne języki) (na przedmieściach, w tym plaża nudystów)
- Playa de Canet (na przedmieściach)
- Playa del Puerto de Sagunto(inne języki) (na przedmieściach)
- Playa de Puzol (na przedmieściach)
- Playa Canina (na przedmieściach)
- Platja Pedretes (na przedmieściach)
- Platja del Puig (na przedmieściach)
- Platja de la Pobla de Farnals (na przedmieściach)
- Playa de Masalfasar(inne języki) (na przedmieściach)
- Playa de Port Saplaya Norte(inne języki) (na przedmieściach)
- Playa de Port Saplaya Sur(inne języki) (na przedmieściach)
- Playa de la Patacona(inne języki) (na przedmieściach)
- Playa de la Malvarrosa(inne języki)
- Playa del Cabañal(inne języki)
- Playa de la Devesa del Saler(inne języki)
- Playa de Pinedo(inne języki)
- Playa de l'Arbre del Gos
- Platja de la Creu
- Playa del Saler(inne języki)
- Playa dels Ferros
- Platja de València (w tym plaża nudystów)
- Playa de La Garrofera
- Playa De La Devesa Del Saler (w tym plaża nudystów)
- Platja de la Punta
- Playa Recatí(inne języki)
- Playa de El Perellonet
- Platja del Perelló
- Playa del Pouet (na przedmieściach)
- Playa de Les Palmeres (na przedmieściach)
- Playa de Bega de Mar (na przedmieściach)
- Platja del Mareny de Vilches (na przedmieściach)
- Playa de Mareny de Sant Llorenç (na przedmieściach)
- Platja Cdad. Luz (na przedmieściach, w tym plaża nudystów)
- Playa Dossel(inne języki) (na przedmieściach, w Cullera)
- Playa de San Antonio(inne języki) (na przedmieściach)

## Gospodarka

Eksport z Walencji z podziałem na grupę produktów

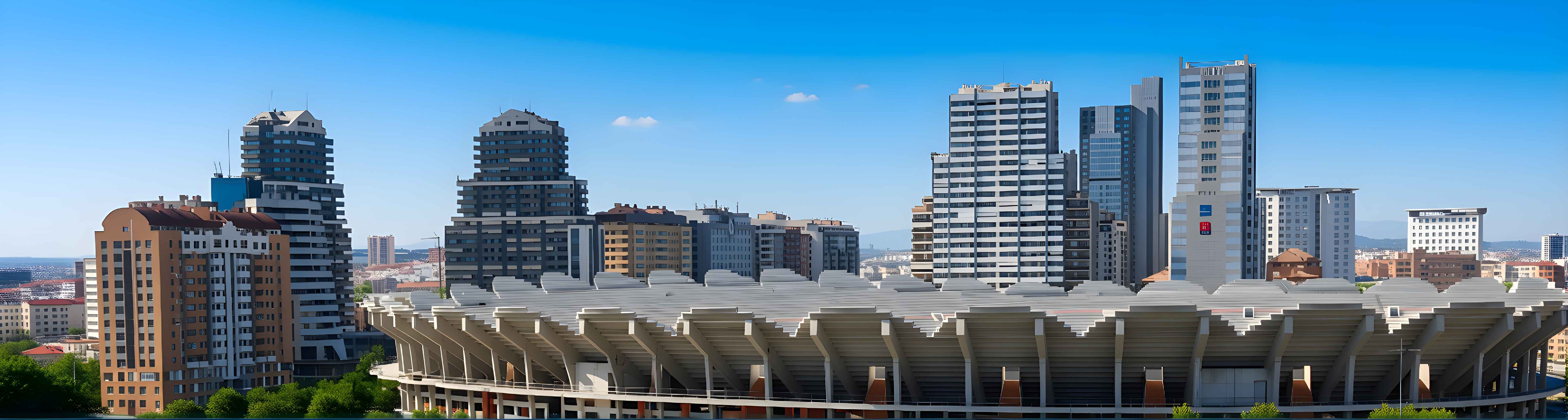
Wieżowce w rejonie alei Avenida de las Cortes Valencianas

### Charakterystyka
Obecnie gospodarka miasta skoncentrowana jest na usługach, gdyż blisko 84% zatrudnionej ludności aktywnej zawodowo należy do sektora usług. Miasto posiada jednak bazę przemysłową, gdzie odsetek ludności pracującej wynosi 5,5%. Z drugiej strony działalność rolnicza, choć ma stosunkowo niewielkie znaczenie, z zaledwie 1,9% zatrudnionej ludności czynnej zawodowo, utrzymuje się na obszarze gminy o łącznej powierzchni 3973 ha, na której przeważają uprawy sadownicze i cytrusowe.
W rankingu Globalization and World Cities Research Network 2020 zostało oznaczone jako metropolia światowa trzeciej kategorii – gamma. W rankingu bestcities.org 2020 uplasował się na 62 miejscu na świecie. W rankingu  InterNations Expat Insider 2020, Walencja została określona najlepszym miastem dla przyjezdnych na świecie. Forbes wybrał Walencję jako idealne miejsce do życia po przejściu na emeryturę. Miasto jest też wysoko notowane w rankingach dotyczących najzdrowszych miast do życia, zajmując odpowiednio 1 miejsce oraz 15 miejsce na świecie. Miasto zostało wybrane na Światową Stolicę Designu 2022 (World Design Capital) oraz Zieloną Stolicę Europy 2024.
Produkt miejski brutto dla całej metropolii wyniósł w 2020 roku 61,4 mld dolarów.
W mieście działa Giełda Papierów Wartościowych Bolsa de Valencia. Feria Valencia jest najstarszym ośrodkiem wystawienniczo-targowym w Hiszpanii, został otwarty w 1917 roku. Co roku organizuje ponad sto targów i imprez.
Bezrobocie w Walencji w 2023 roku wynosiło 12,48%, z tendencją malejącą (w 2012 roku wynosiło 23,08%).

### Przemysł
Historycznie, począwszy od rewolucji przemysłowej w XIX wieku, Walencja była kolebką wielu firm sektora przemysłowego, takich jak przemysł ciężki, produkcja mebli, produkcja wyrobów ceramicznych, różne rodzaje przemysłu spożywczego a później również przemysłu motoryzacyjnego. W dzisiejszych czasach przedsiębiorstwa sektora przemysłowego zlokalizowane są na przedmieściach np. Manises (produkcja ceramiczna), Benetússer i Sedaví (meblarstwo), Jijona (przemysł spożywczy), Paterna mieszcząca większość przemysłu ciężkiego w regionie. Na przedmieściach znajdują się również parki przemysłowe np. Fuente del Jarro o powierzchni 235 ha, park przemysłowy w Riba-roja de Túria, Polígono Industrial Mediterráneo o powierzchni 130 hektarów (gdzie znajduje się m.in. fabryka taboru szynowego Stadler Rail Valencia (MACOSA)), oraz inne parki przemysłowe. 11% populacji aktywnej zawodowo Walencji pracuje w sektorze budowlanym, przy czym przemysł ten jest obecnie jednym z najważniejszych w społeczności, reprezentując 30% całego przemysłu Walencji. Rozwinięty tutaj jest również przemysł tekstylny, który mimo że w ostatnich latach poniósł duże straty z powodu nieuczciwej konkurencji ze strony krajów trzecich, nadal przenosi duże ilości kapitału ze względu na swoją uznaną jakość na rynkach międzynarodowych.

### Nowe technologie

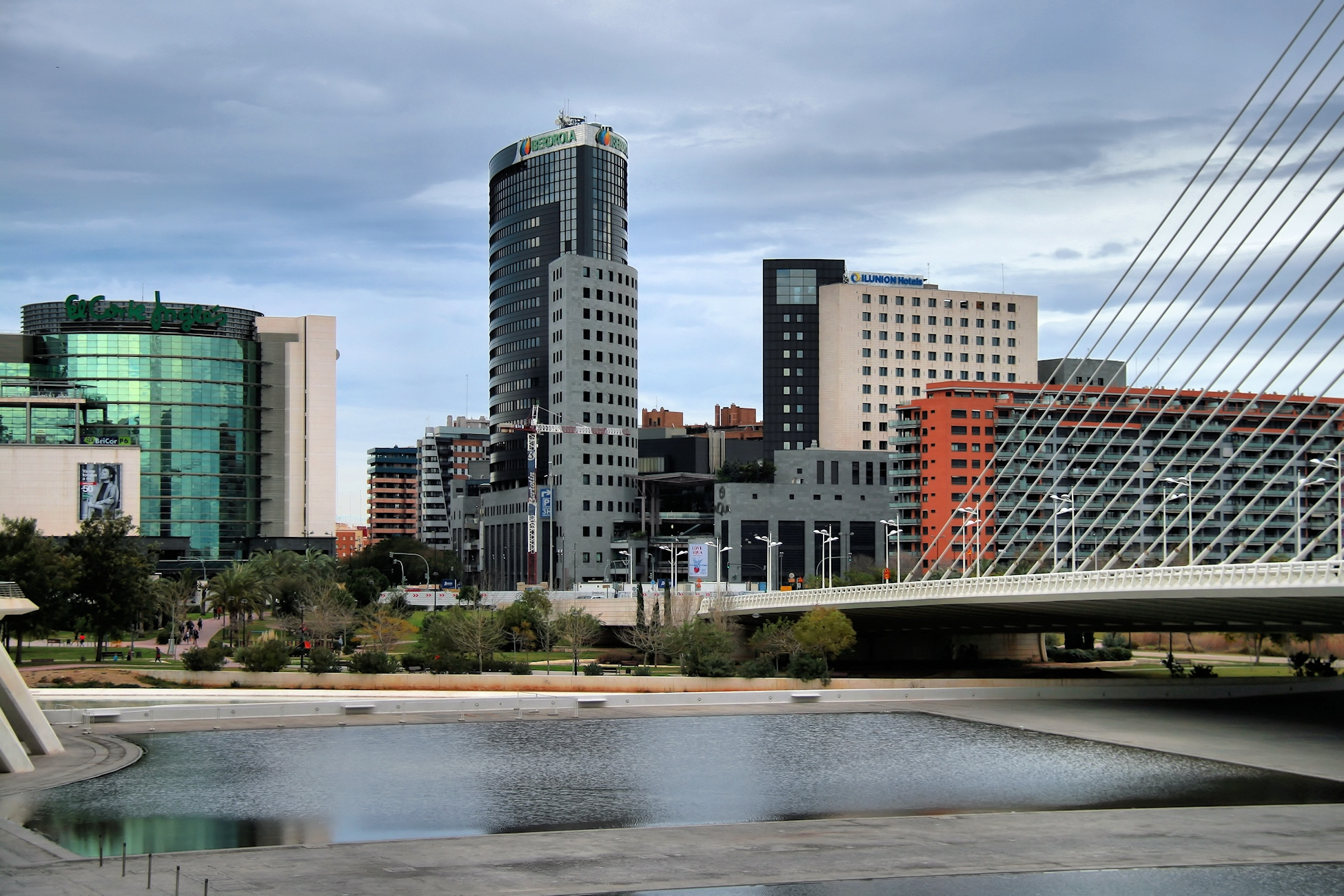
Biurowce w centrum

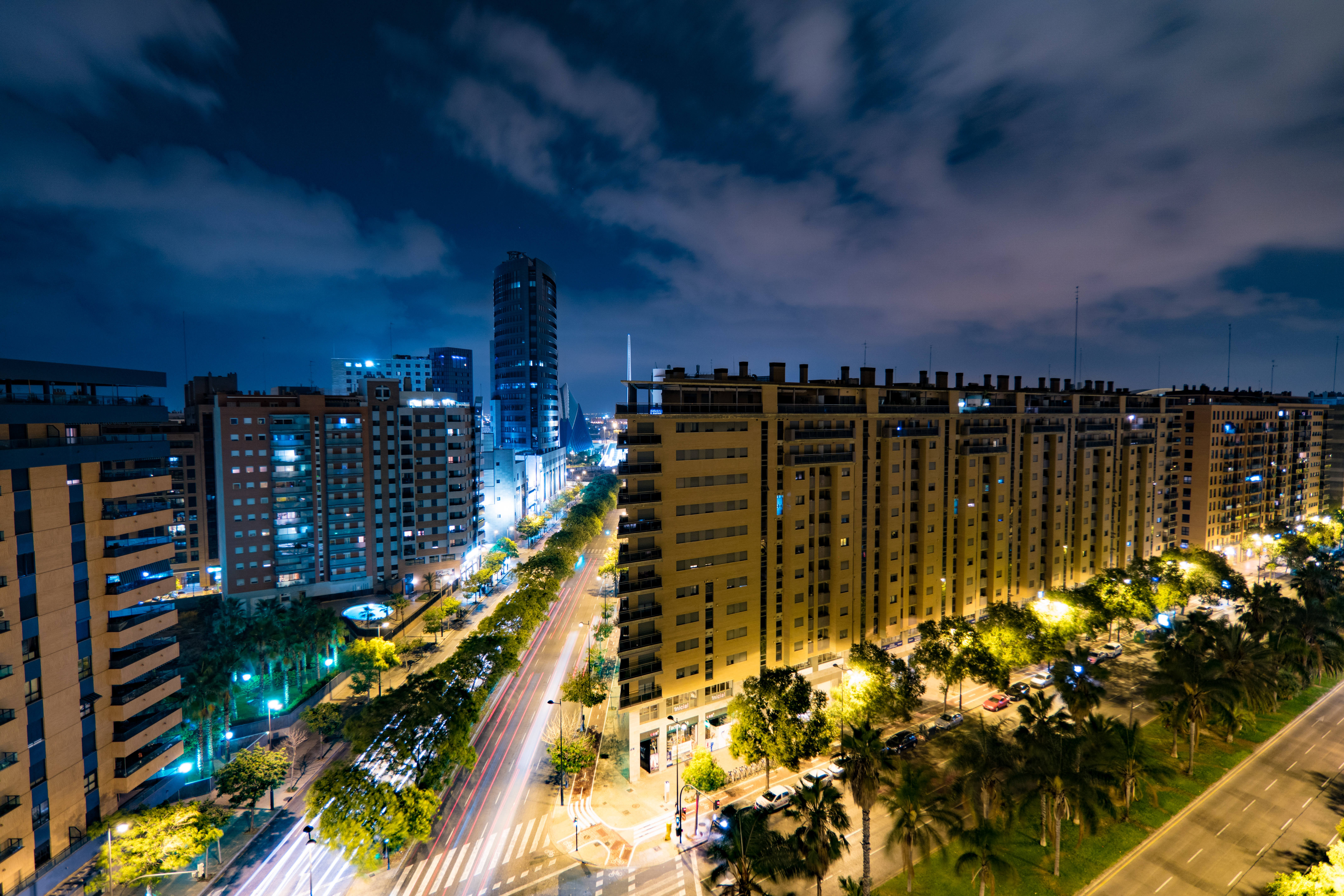
Walencja nocą

Sektor publiczny Wspólnoty autonomicznej Walencji jest odpowiedzialny za badania, rozwój i innowacje za pośrednictwem Instituto Valenciano de Competitividad Empresarial (pl. Walenckiego Instytutu Konkurencyjności Przedsiębiorstw, IVACE), podmiotu przy Ministerstwie Gospodarki, Przemysłu, Turystyki i Zatrudnienia Rządu Walencji, którego celem jest zarządzanie sektorem przemysłowym oraz wspieranie przedsiębiorstw w zakresie innowacji, przedsiębiorczości, internacjonalizacji i przyciągania inwestycji. Jednym z głównych centrów technologicznych Wspólnoty Walenckiej jest Park Technologiczny w Paternie (przedmieścia Walencji), zwany Parque Tecnológico de Valencia (pl. Walenckim Parkiem Technologicznym). Główne cele tego parku technologicznego to promowanie dywersyfikacji przemysłowej Wspólnoty Walenckiej, zachęcanie do wprowadzania nowych technologii oraz wspieranie inicjatyw B+R+I (Badań, Rozwoju i Innowacji). Parque Tecnológico de Valencia dysponuje doskonale wyposażonym terenem, z infrastrukturą techniczną, która odpowiada na bieżące potrzeby firm, a ponadto jest przygotowana na stopniowe podłączanie do nowych systemów telekomunikacyjnych. Oprócz Parque Tecnológico de Valencia, Wspólnota Walencji posiada pięć innych parków naukowych, z czego dwa znajdują się w samej Walencji.
W 2002 roku Politechnika w Walencji zainaugurowała park naukowy Ciudad Politécnica de la Innovación (pol. Politechniczne Miasto Innowacji, CPI), który obejmuje powierzchnię 140 000 m² i skupia cały system badawczo-rozwojowy politechniki, czyli 45 instytutów badawczych, około 3000 badaczy, a także około 400 pracowników pomocniczych.
CPI to sieć parków naukowych podzielona na trzy obszary działania; lokalny, w którym uczestniczy ponad 25 urzędów miejskich, stowarzyszeń biznesowych i organizacji promotorskich z całej prowincji Walencja; krajowy, z ponad 100 hiszpańskimi publicznymi i prywatnymi organizacjami B+R+I; oraz międzynarodowy, w którym naukowcy i ośrodki badawcze CPI współpracują z ponad tysiącem publicznych i prywatnych instytucji promujących badania i innowacje z ponad 60 krajów. Za zarządzanie siecią i ożywienie współpracy między jej podmiotami odpowiada Fundación Ciudad Politécnica de la Innovación, organizacja non-profit promowana przez Politechnikę w Walencji, której jednym z patronów jest Grupa Santander. Park naukowy jest członkiem Asociación Española de Parques Científicos y Tecnológicos (pol. Hiszpańskiego Stowarzyszenia Parków Naukowo-Technologicznych, APTE) oraz Międzynarodowego Stowarzyszenia Parków Naukowych.
W kompleksie Miasta Sztuki i Nauki w 2002 roku zainaugurowano również Centro de Investigación Príncipe Felipe (pol. Centrum Badawcze Księcia Filipa, CIPF), które ma 23 laboratoria rozmieszczone w trzech programach badawczych: biomedycyna; biologia chemiczna i ilościowa; i medycyna regeneracyjna. Fundację zarządzającą tym ośrodkiem badawczym tworzą rząd Walencji i Fundacja Bancaja. Centrum to ma na celu zbadanie możliwych rozwiązań chorób wpływających na zdrowie człowieka, stosując najbardziej zaawansowane technologie w celu opracowania nowych terapii i/lub metod diagnostycznych.
W 2009 roku Uniwersytet w Walencji otworzył własny park naukowy  Parque Científico de la Universidad de Valencia (pol. Park Naukowy Uniwersytetu w Walencji, PCUV), zlokalizowany na terenie kampusu Burjasot-Paterna, około 8 km od centrum miasta. Podmiotem zarządzającym PCUV jest Fundació Parc Científic Universitat de València, prywatna fundacja, której patronami są Fundacja Bancaja, Grupa Santander, Walencka Izba Handlowa i Confederación Empresarial Valenciana (pol. Walencka Konfederacja Biznesu), a także Uniwersytet w Walencji. Ten park naukowy ma powierzchnię ponad 200 000 m² do badań, innowacji i transferu wiedzy, łącząc w jednym miejscu badania uniwersyteckie oraz potrzeby B+R+i walenckiej struktury produkcyjnej.

## Transport

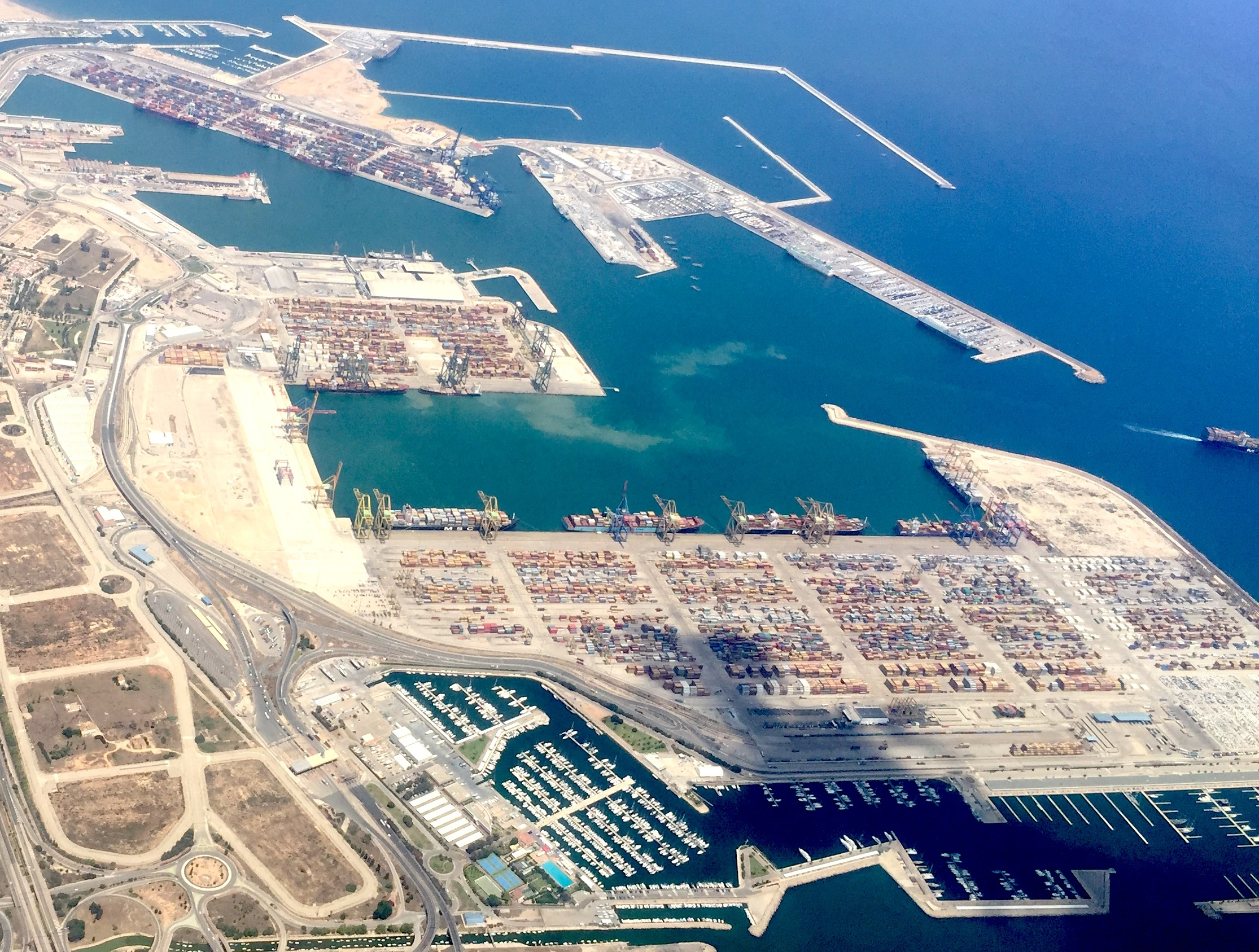
Port Walencja

### Transport lotniczy
Walencja jest obsługiwana przez dwa międzynarodowe porty lotnicze: port lotniczy Walencja, który w 2023 roku obsłużył prawie 10 mln pasażerów oraz oddalony o 133 km na południe port lotniczy Alicante-Elche (główny port lotniczy regionu Walencji), który w 2023 roku obsłużył ponad 15,7 mln pasażerów. Znajduje się tu siedziba hiszpańskich regionalnych linii lotniczych Air Nostrum.

### Transport morski
Port Walencja to czwarty co do wielkości port w Europie pod względem ilości przeładowanych kontenerów (2020) W 2023 roku obsłużył 7521 statków, 4,8 mln kontenerów TEU i 77 mln ton towarów oraz 1 558 180 pasażerów.

### Transport kolejowy
Miasto ma połączenie koleją dużych prędkości AVE:
- z Madrytem na zachodzie (linia kolejowa Madryt-Levante(inne języki))
- z Barceloną na północy (na trasie Walencja-Castellón de la Plana oraz Barcelona-Tortosa przystosowane dla prędkości ponad 300km/h, pozostała część trasy przystosowana dla prędkości 200-220km/h)

W fazie budowy jest połączenie szybkiej kolei:
- z Walencji na południe: odcinek do Alicante, odcinek z Alicante do Murcji, oraz z Murcji do Almerii (linia kolejowa Murcja-Almeria(inne języki))
- z Walencji nad Ocean Atlantycki, przez Saragossę, Bilbao do Santander (Korytarz Kantabryjsko-Śródziemnomorski(inne języki)).

Oprócz kolei dużych prędkości dostosowanych do norm transeuropejskiej sieci transportowej, przebiegają tędy również standardowe linie kolei iberyjskiej szerokotorowej np. linia kolejowa Walencja-Tarragona czy linia kolejowa Saragossa-Sagunto. Z Walencji kursuje także Euromed, jak również jedna z linii Regional Exprés. Głównymi stacjami kolejowymi są: València Norte oraz València-Joaquín Sorolla, pozostałe to m.in. València-Cabanyal, València Font Sant Lluís, València-San Isidro.

### Transport drogowy
Walencję przecinają trasy europejskie: E15 (Wielka Brytania ↔ Francja ↔ Hiszpania) i E901, jak również autostrady A-3 (Madryt-Walencja), A-7 (Francja-Barcelona-Walencja-Alicante-Murcja-Almeria-Malaga), A-23 (Walencja-Pireneje-Francja) oraz kilka autostrad lokalnych.

### Transport miejski
Transport miejski w Walencji obejmuje:
- metro i tramwaje „Metrovalencia”
  - 6 linii metra
  - 4 linie tramwajowe
- autobusy dwóch operatorów obsługujących Walencję i jej obszar metropolitalny:
  - Empresa Municipal de Transportes de Valencia (EMT Valencia)(inne języki): 59 linii[68]
  - Autobuses Metropolitanos de Valencia (MetroBus)(inne języki): 33 linie[69]
- kolej aglomeracyjna Cercanías Valencia(inne języki)

W mieście funkcjonuje usługa publicznego systemu wypożyczania rowerów pod nazwą Valenbisi. System obejmuje 2750 rowerów i 275 stacji. Wewnątrz miasta jest około 150 km dedykowanych ścieżek rowerowych.

## Kultura
- Muzeum Prehistorii w Walencji
- Muzeum Sztuk Pięknych w Walencji

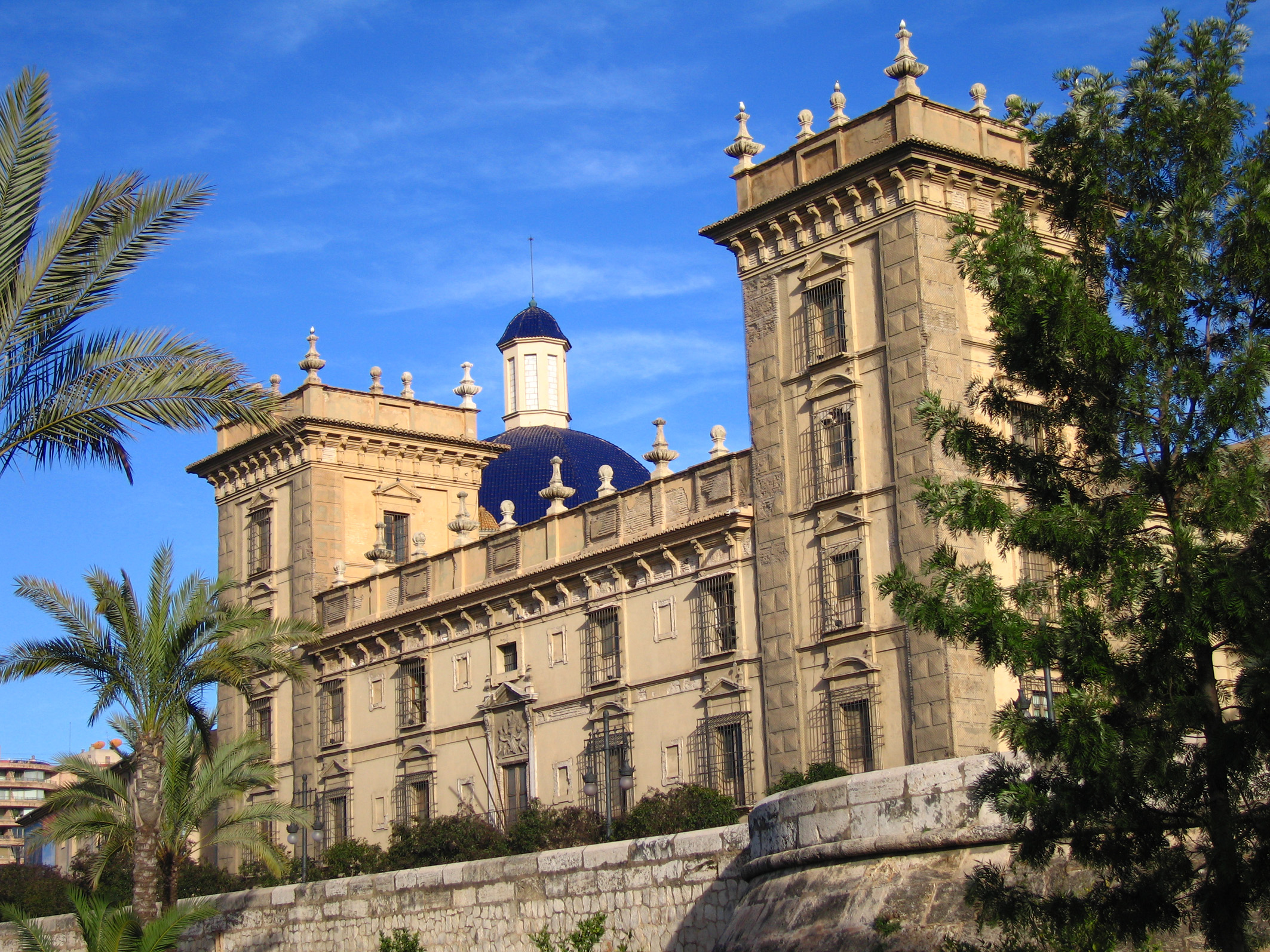
Muzeum Sztuk Pięknych w Walencji

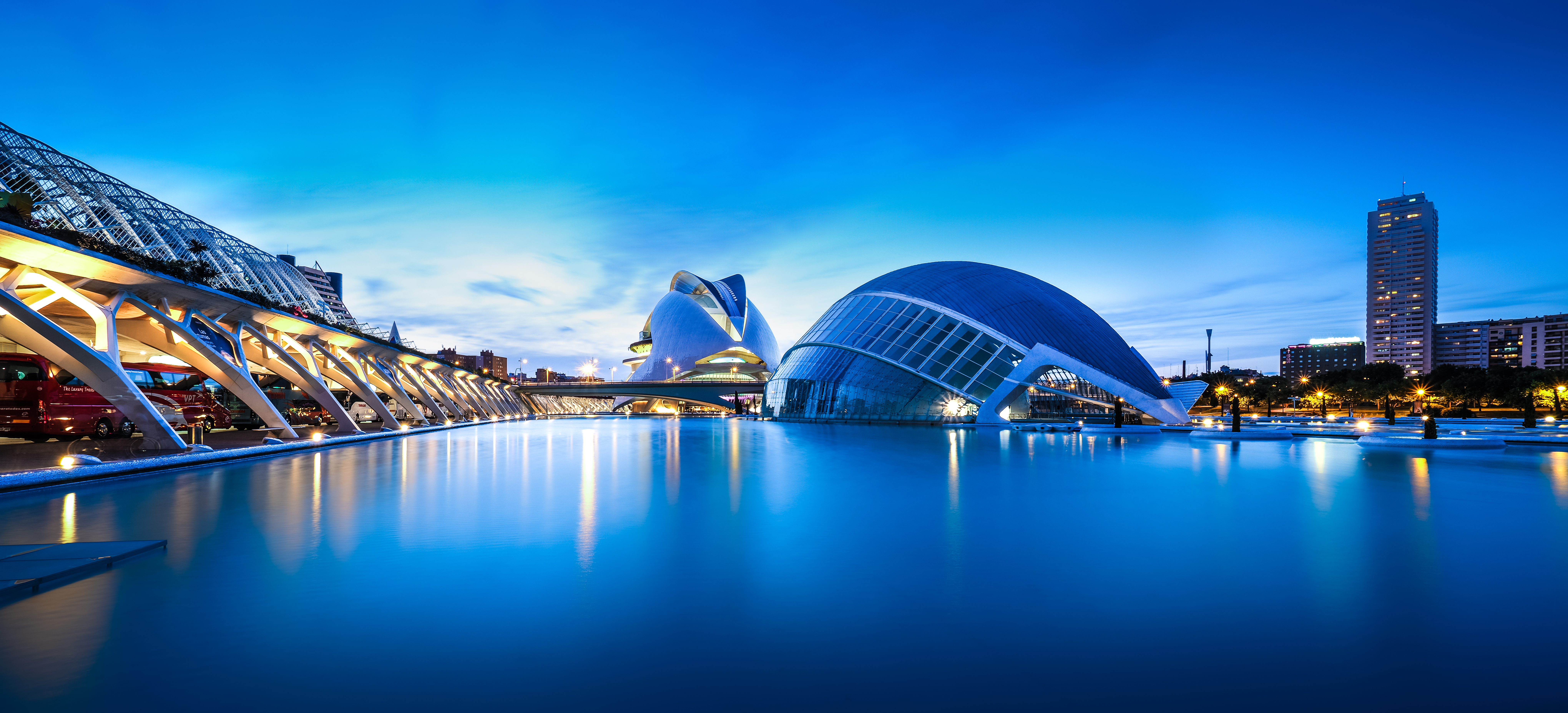
planetarium L’Hemisfèric, opera Palau de les Arts Reina Sofia oraz muzeum nauki Museo de las Ciencias Príncipe Felipe (po lewej stronie)

- Królewska Akademia Sztuk Pięknych San Carlos w Walencji
- Museo del Patriarca
- Museo de las Ciencias Príncipe Felipe (Muzeum Nauki)
- Waleński Instytut Sztuki Nowoczesnej(inne języki) (Instituto Valenciano de Arte Moderno, IVAM)
- Narodowe Muzeum Ceramiki i Sztuki Zdobniczej w Walencji(inne języki)
- Muzeum Nauk Przyrodniczych w Walencji(inne języki) (Museo de Ciencias Naturales de Valencia)
- Muzeum Historii Walencji(inne języki) (Museo de historia de Valencia)
- Walenckie Muzeum Etnologiczne(inne języki) (Museo Valenciano de Etnología)
- Museo de Cerámica de Paterna(inne języki) (Muzeum Ceramiki w Paternie), na przedmieściach
- Museo de Cerámica de Manises(inne języki) (Muzeum Ceramiki w Manises), na przedmieściach
- Museo Lladró(inne języki) (Muzeum Ceramiki Lladró(inne języki)), na przedmieściach
- Museo Arqueológico de Benetúser(inne języki) (Muzeum Archeologiczne w Benetúser), na przedmieściach
- Museo Arqueológico de Liria(inne języki) (Muzeum Archeologiczne w Lirii), na przedmieściach
- Museo Arqueológico de Sagunto(inne języki) (Muzeum Archeologiczne w Sagunto), na przedmieściach
- Museo Arqueológico Municipal de Moncada(inne języki) (Miejskie Muzeum Archeologiczne w Moncadzie), na przedmieściach
- Museo Municipal de Alcira(inne języki) (Muzeum Miejskie w Alzirze), na przedmieściach
- Rajolar de Bauset(inne języki) (dawna fabryka cegieł), na przedmieściach
- Teatr Główny w Walencji(inne języki) (Teatro Principal), teatr
- Teatr Talía w Walencji(inne języki) (Teatro Talía), teatr
- Palau de les Arts Reina Sofia, opera
- L’Hemisfèric, kino IMAX oraz planetarium
- Palau de la Música de València(inne języki) (Pałac Muzyki w Walencji), sala koncertowa, kinowa, artystyczna i wystawowa

## Edukacja

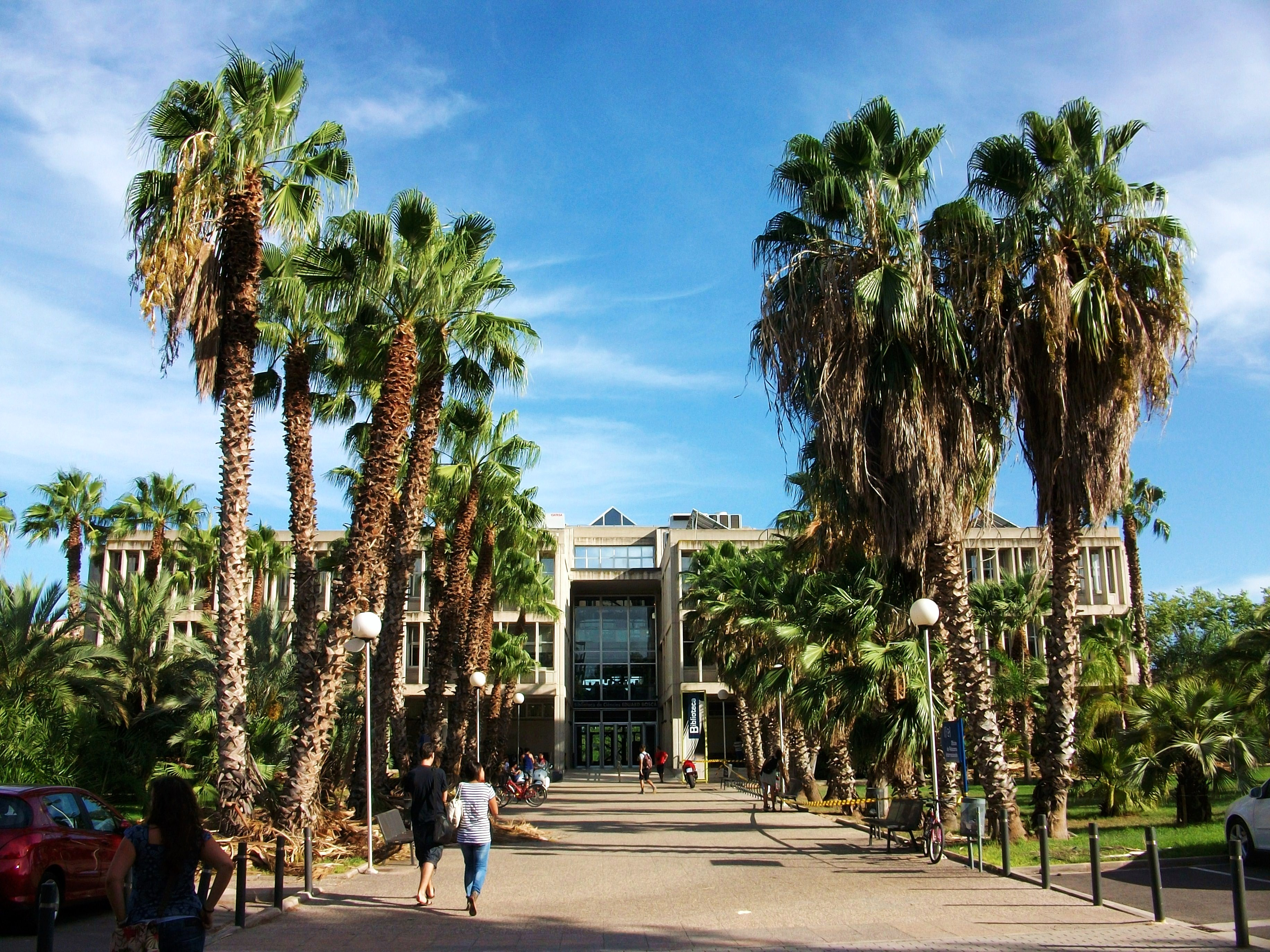
Biblioteka Uniwersytetu Walenckiego

W Walencji istnieją cztery uczelnie. Dwie z nich są państwowe i dwie publiczne. Największe z nich to Universidad Politecnica de Valencia (UPV) i Universidad de Valencia założony w 1499 roku.

## Sport
W 2011 roku miasto to otrzymało tytuł Europejskiej Stolicy Sportu.

### Kluby sportowe
W mieście gra jedna z najbardziej utytułowanych drużyn ligi hiszpańskiej Valencia CF oraz inny pierwszoligowy klub Levante UD.
W Walencji funkcjonują również: Valencia BC – klub koszykarski, Valencia Firebats i Valencia Giants – kluby futbolu amerykańskiego, Valencia FS – klub futsalowy, RC Valencia, Club de Rugby San Roque oraz CAU Rugby Valencia – kluby rugby, CH Canyamelar – żeński klub piłki ręcznej.

### Obiekty sportowe

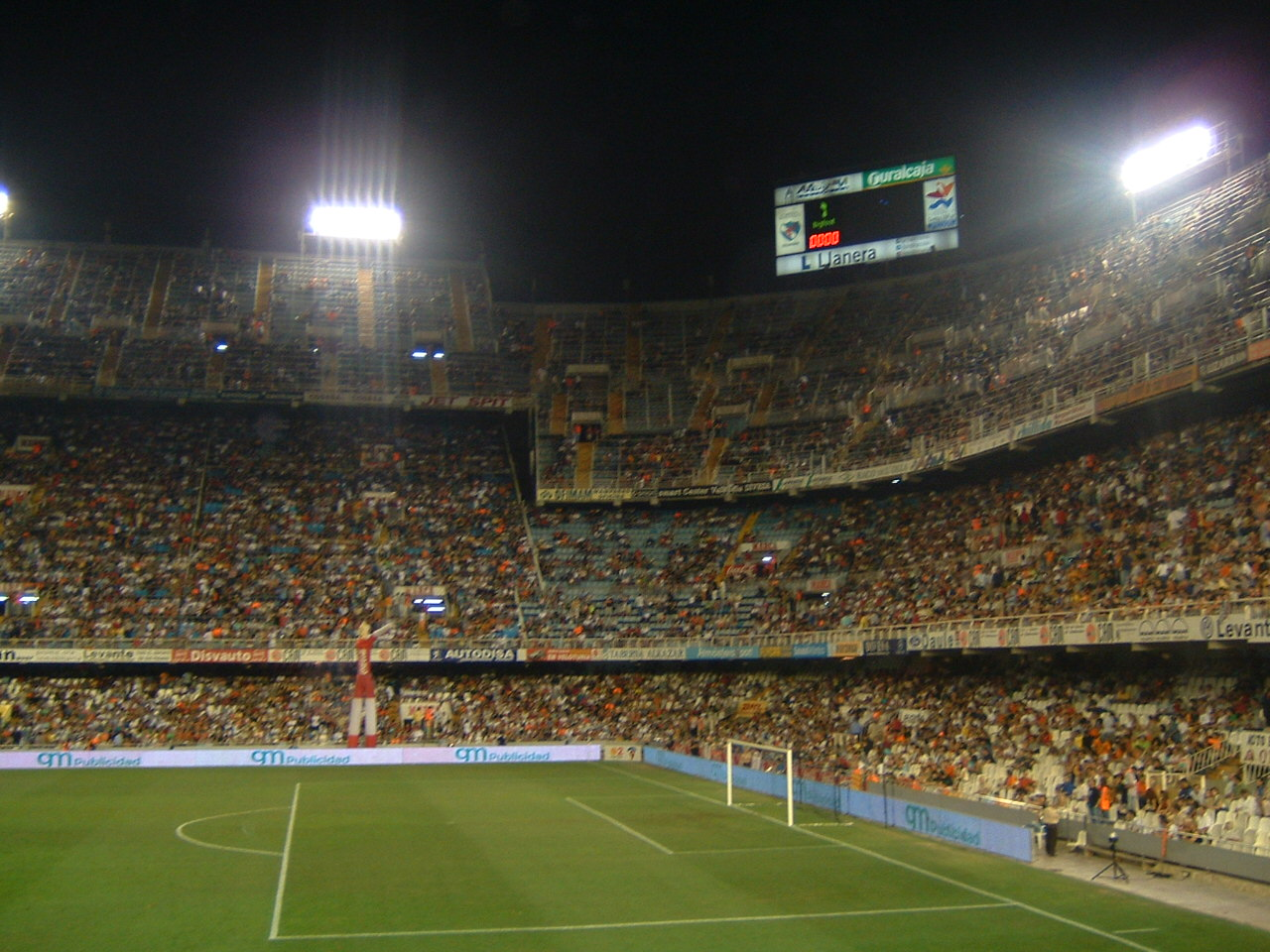
Stadion piłkarski Estadio Mestalla (2005)

Główne stadiony: Estadio Mestalla o pojemności 55 000 widzów, Estadio Ciudad de Valencia o pojemności 26 000 widzów. Dużym ośrodkiem sportowym jest Ciudad Deportiva de Paterna, obejmujący kilka boisk piłkarskich. W budowie jest nowy stadion Nou Mestalla, który docelowo ma pomieścić 75 000 widzów.
Główne hale sportowe: Pabellón Fuente San Luis o pojemności 9000 widzów, Luis Puig Palace o pojemności 6500 widzów, L'Àgora o pojemności 6000 widzów. W budowie jest Casal España Arena o pojemności 15 600 widzów dla imprez sportowych i 18 600 dla koncertów.
Tory wyścigowe: Valencia Street Circuit, Circuit Ricardo Tormo (na przedmieściach).
Plaza de toros de Valencia to główna w mieście arena walki byków.

### Imprezy sportowe
W Walencji odbyły się: Mistrzostwa Europy w karate 1973, Mistrzostwa Świata w Kolarstwie Torowym 1992, Halowe Mistrzostwa Europy w Lekkoatletyce 1998, Mistrzostwa Europy w Pływaniu na krótkim basenie 2000, Red Bull X-Fighters 2001 i 2003, Puchar Louisa Vuittona 2007, Halowe Mistrzostwa Świata w Lekkoatletyce 2008, Mistrzostwa Świata w Półmaratonie 2018, Mistrzostwa Europy Juniorów w hokeju na lodzie mężczyzn 2017 i 2019 oraz Mistrzostwa Europy Juniorów w hokeju na lodzie kobiet 2008, 2017 i 2019 oraz odbędą się Mistrzostwa świata w żeglarstwie 2027. Walencja była jednym z miast-gospodarzy Mistrzostw Świata w Piłce Nożnej 1982 oraz będzie jednym z miast-gospodarzy na Mistrzostwach Świata w Piłce Nożnej 2030.
Od 1981 roku odbywa się tutaj maraton pod nazwą Maratón de Valencia, a od 1991 roku półmaraton Medio Maratón Valencia. Od 1999 roku co roku odbywają się tutaj Motocyklowe Grand Prix Walencji. Od 2008 do 2012 roku miasto gościło Grand Prix Europy Formuły 1 na torze Valencia Street Circuit. Wyścig wykorzystuje infrastrukturę wokół portu, w którym obecnie rezydują ekipy startujące w Pucharze Ameryki. Tor wyścigowy Formuły 1 korzysta częściowo z ulic miasta i jest to jedyny na świecie tor, którego fragment biegnie nad morzem. Miasto jest również ośrodkiem kolarskim – od 1929 roku, z niewielkimi przerwami, odbywa się Wyścig Dookoła Walencji (hiszp. Volta a la Comunitat Valenciana). Coroczny turniej tenisowy Valencia Open odbywa się hali L'Àgora w Ciudad de las Artes y las Ciencias.

## Miasta partnerskie
- Moguncja, Niemcy
- Bolonia, Włochy
- Veracruz, Meksyk
- Sacramento, Stany Zjednoczone
- Valencia, Wenezuela
- Odessa, Ukraina
- Cartagena, Kolumbia[potrzebny przypis]
- Chengdu, Chiny